# A7V
Der Sturmpanzerwagen A7V war der einzige Panzer, der im Ersten Weltkrieg von deutscher Seite in Serie gefertigt wurde. Erst spät im Krieg entwickelt, hatte er aufgrund der geringen Produktionszahl von 20 Stück nur sehr wenig Einfluss auf das Kriegsgeschehen.

## Geschichte

### Entwicklung und Bau

Der A7V „Wotan“ im Original

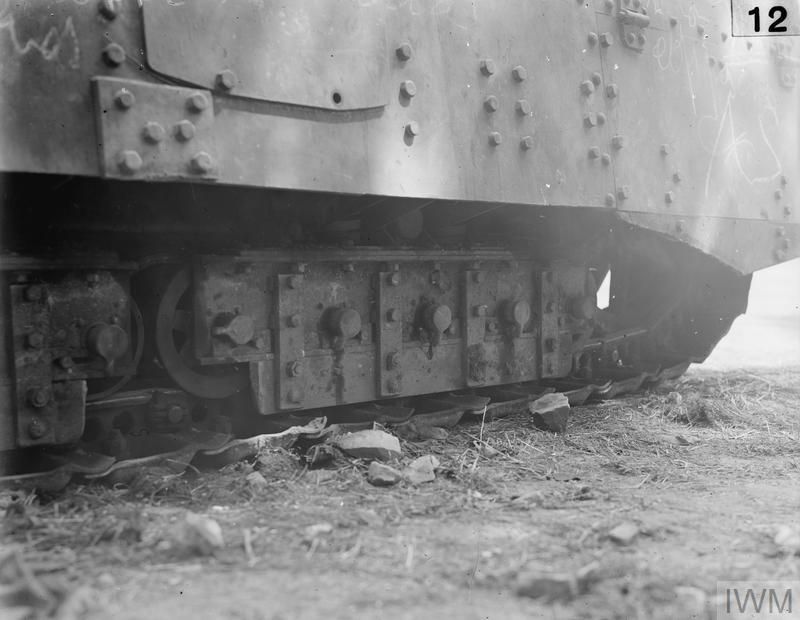
Detail des Kettenlaufwerks

Ein A7V ohne den abnehmbaren Aufbau. Fahrer und Kommandant besitzen von ihren gepolsterten Drehstühlen aus eine durch die Luken eingeschränkte Rundumsicht aus dem Turm

Nach dem ersten Einsatz von britischen Tanks vom Typ Mark I im September 1916 beauftragte die Oberste Heeresleitung (OHL) am 13. November 1916 die Abteilung 7 Verkehrswesen des Allgemeinen Kriegsdepartements im Preußischen Kriegsministerium mit der Entwicklung und Konstruktion eines Kampfwagens für das Deutsche Heer. Nach sechs Wochen Entwicklung waren erste Pläne für das deutsche Kettenfahrzeug fertig.
Der Prototyp des A7V nach einem Entwurf des Oberingenieurs Joseph Vollmer (1871–1955) wurde im Januar 1917 bei der Daimler-Motoren-Gesellschaft (DMG) in Berlin-Marienfelde vorgeführt. Er erhielt seinen Namen in Anlehnung an das Amt der Abteilung 7 Verkehrswesen. Das Kriegsministerium ordnete Ende Januar 1917 den Bau von insgesamt 100 A7V an: 10 gepanzerte „Kampfwagen“ und auf Basis des gleichen Fahrgestells und Antriebs 90 ungepanzerte „Überlandwagen“ für Nachschubzwecke. Nach zwei Probeläufen von Fahrgestellen mit Holzaufbauten entschied die OHL, weitere zehn gepanzerte A7V bauen zu lassen. Mit diesen 20 Panzern sollten zwei Panzerkampfwagenabteilungen zu je fünf Panzern aufgestellt werden und zehn als Reserve bei Ausfällen dienen.
Zu dieser Zeit kämpfte das Deutsche Reich bereits mit großen Rohstoffproblemen, was vielfach an der Britischen Seeblockade lag. Zudem gab es noch keine Infrastruktur für den Bau dieser neuartigen Waffe. Die mit der Entwicklung betreuten Automobil- und Traktorenfirmen, die zumeist nicht in die Endmontage involviert waren und lediglich einzelne Baugruppen sowie Einzel- und Ersatzteile herstellten, arbeiteten teilweise mit Subunternehmern zusammen, was eine abgestimmte Kommunikation schwierig machte. Zudem mussten aufgrund von Beschaffungsproblemen Einzelaufträge unter anderem ins besetzte Belgien vergeben werden. Die Fabriken zur Endmontage wurden erst im Nachhinein bestimmt. Zwischen Juni und September 1917 entstanden die ersten Exemplare der Kampf- und Überlandwagen bei Loeb und der DMG in Berlin, Heinrich Büssing in Braunschweig und Lanz in Mannheim. Der erste in Deutschland gefertigte StPzKrW A7V wurde Ende Oktober 1917 von der DMG in Berlin-Marienfelde fertiggestellt.

### Konzeptionelle Überlegungen, Vorteile und Probleme
Die Fahreigenschaften des A7V waren auf befestigten und unbefestigten Böden durchweg gut, wozu der Laufkettenantrieb mit seinen vierundzwanzig gefederten Laufrollen beitrug. Mit dieser Entwicklung war der A7V den ungefederten Laufwerken, insbesondere denen der britischen Mark-IV-Panzern überlegen. Auch die geschützt unter dem Fahrzeug angebrachten Gleisketten sowie der seitliche Schutz der Laufrollen vor Beschuss waren wegweisend für die zukünftige Panzertechnik. Gleiches galt für die Lenkung, die wesentlich präziser und einfacher zu bedienen war als jene der britischen und französischen Panzer. Um die Fähigkeit des Grabenüberschreitens zu verbessern, konnte am Bug des Kampfwagens ein mit einer gefederten Laufrolle versehener Ausleger angebracht werden. Allerdings hatte der A7V bei extrem schlechten Bodenverhältnissen wie Schützengräben, Trichterfeldern und morastigem Boden – ebenso wie seine alliierten Pendants - Probleme. Die häufigsten technischen Schwierigkeiten betrafen die Motoren in Form von Anlassproblemen und Überhitzung, außerdem kam es zu Getriebebrüchen und Entgleisen der Ketten. Die Beweglichkeit des A7V wurde außerdem durch die schlechte Selbstreinigung des Fahrwerks und häufige Schäden durch in den Ketten eingeklemmten Stacheldraht eingeschränkt. Aufgrund des hohen Schwerpunktes konnten nur Schützengräben von maximal zwei Metern Breite überschritten werden. Die Vorgabe zum Überwinden von zwei Meter breiten Gräben ohne Lageveränderung des Fahrzeugs gehörte jedoch bereits zur Grundkonzeption des Chefkonstrukteurs Joseph Vollmer. Die teils enorme Hitzeentwicklung im Inneren des Panzers war unter anderem einer weiteren Überlegung geschuldet, die zwar vorsah, dass der Kampfraum nicht zu eng und möglichst gut ventiliert sein solle, aber gleichzeitig Schutz vor Granatsplittern und eine vollständige Abdichtung aller Öffnungen bei Flammwerferangriffen bieten müsse. Ein weiteres Problem der Konstruktion betraf die Rundumsicht im näheren Umfeld des A7V. Zwar konnten durch den hohen Aufbau Bedrohungen auf weite Entfernungen ausgemacht werden, doch für die Einsicht und das Bestreichen durch die fest eingebauten Bordwaffen auf nahe Ziele gab es klare Grenzen. Die Sicht aus dem Kommandoturm rund um den Wagen war auf neun Meter begrenzt, die Maschinengewehre konnten noch bis zu vier Meter vor dem Panzer erreichen. Darunter war die Besatzung „blind“. Trotz vieler Kompromisse und der genannten Nachteile bewährten sich die A7V im Kampf überwiegend. Im Kommandoturm, der beispielsweise für Eisenbahntransporte auf die dort geforderte Maximalhöhe zusammengeklappt werden konnte, waren neben der Steuerung zwei parallel stehende Drehstühle mit Armlehnen montiert, die es dem Kommandanten und dem Fahrer ermöglichten, schnelle Fahrtrichtungswechsel vorzunehmen und rundum Ausschau zu halten. Am Heck und an der Front besaßen alle A7V im unteren Bereich je zwei Abschlepphaken, die zum Schutz durch nach oben aufklappbare Tüllen in Form von konvexen Sechsecken verdeckt waren.

### Aufstellung, Ausbildung und Fronteinsatz

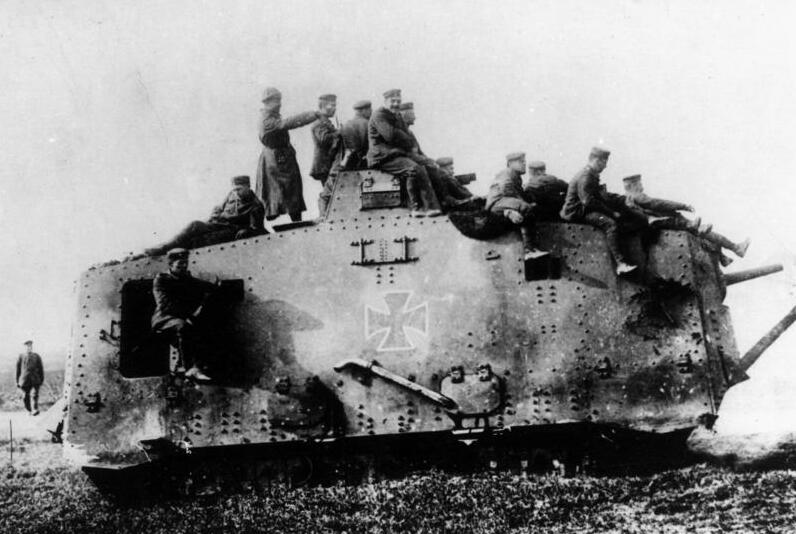
Ein A7V mit seiner aufgesessenen Besatzung, 1918. Aufgrund der schwierigen Verhältnisse im Wagen hielten sich die Besatzungen wenn möglich im Freien auf

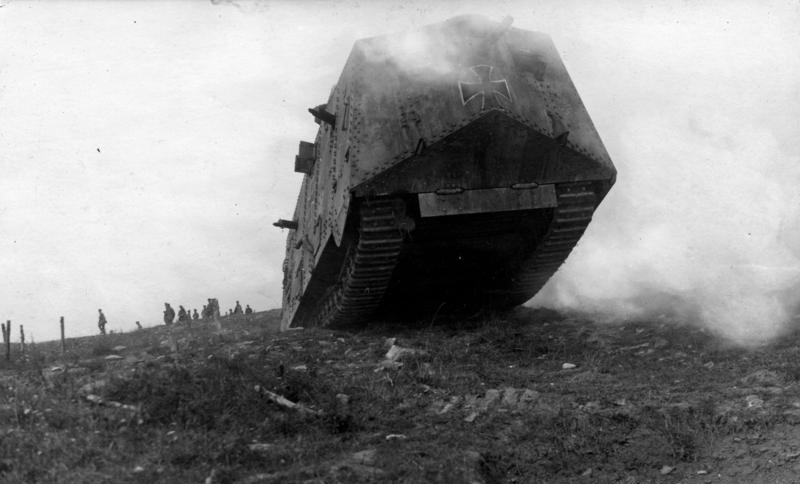
A7V in schwierigem Gelände

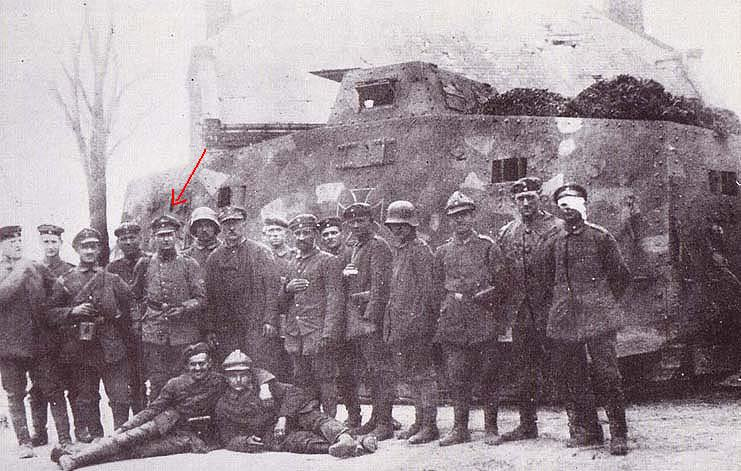
Leutnant Ernst Volckheim (1898–1962), Mitschöpfer der deutschen Panzertruppe, mit seiner Besatzung vor Wagen 560 „Alter Fritz“

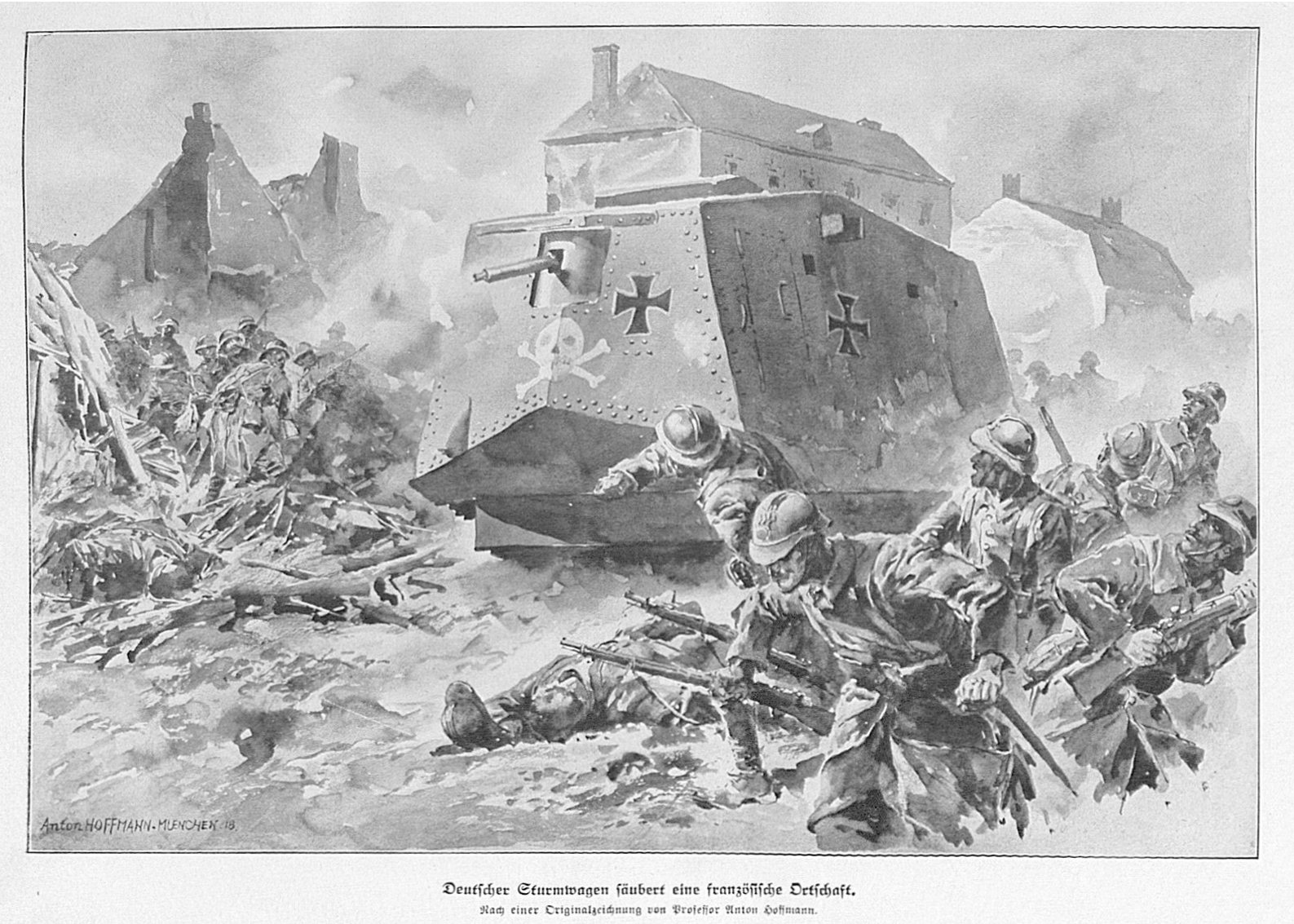
Propagandazeichnung: Deutscher Sturmwagen säubert eine französische Ortschaft

Aufgrund der in der Schlacht von Cambrai gemachten Erfahrungen wurde nicht nur die Fertigstellung der A7V von der OHL beschleunigt, sondern auch mit Beutepanzern (Mark IV) ausgerüstete „Beute-Tank-Abteilungen“ aufgestellt. Zusätzlich wurde mit dem Bayerischen Armee-Kraftwagen-Park 20 (BAKP 20) in Charleroi eine Panzerwerkstatt eingerichtet. Anfang 1918 begann die Ausbildung der ersten fünf A7V der Sturm-Panzer-Kraftwagen-Abteilung Nr. 1 in Sedan. Trainiert wurde unter anderem das Zusammenwirken mit der Infanterie und Stoßtrupps. Am 22. März 1918, einen Tag nachdem die Abteilung 1 ihren ersten Fronteinsatz im Rahmen der deutschen Frühjahrsoffensive Michael bei St. Quentin bestritten hatte, war auch die Ausbildung der Abteilung 2 beendet. Bis zum Ende des Krieges wurden nur diese 20 A7V gebaut, da die deutsche Führung vorwiegend auf U-Boote und Flugzeuge setzte und somit nicht genügend Rohstoffe für Panzer zur Verfügung standen. Der zweite Fronteinsatz erfolgte für die Abteilungen 1 und 2 gemeinsam mit der ab 26. Februar 1918 mobilen Abteilung 3 (je fünf A7V, die restlichen fünf waren Ersatzfahrzeuge) am 24. April 1918 bei Villers-Bretonneux, Département Somme. Dort trafen zum ersten Mal deutsche auf britische Panzer.

### Das erste Panzergefecht
Villers-Bretonneux und ein nahe gelegener Wald sollten den Briten entrissen werden. Alle drei A7V-Abteilungen der 2. Armee wurden dabei eingesetzt. Noch vor der Bahnverladung war bereits Wagen 540 „Heiland“ ausgefallen, in der Bereitstellung verlor dann Wagen 503 der 3. Abt. durch einen Zylinderkopfriss seine Einsatzfähigkeit. Die übrigen Panzer wurden an diesem 24. April 1918 in drei getrennten Operationsgruppen eingesetzt. Bei besten Bodenverhältnissen für die Panzer und Nebel, der den Einsatz britischer Artillerie verhinderte, kamen die Deutschen rasch voran. Als erster blieb Wagen 506 „Mephisto“ mit verstopften Düsen liegen und kippte, nachdem er wieder flottgemacht worden war, in einen großen Granattrichter, wo er liegen blieb. Währenddessen begleitete Wagen 542 „Elfriede“ mit den ebenfalls zur Abteilung 2 gehörenden Panzern „Schnuck“ (504) und „Siegfried“ (525) den von der ersten Welle der 77. Reserve-Infanterie-Brigade vorgetragenen Angriff auf Cachy. Wegen Überhitzung der Motoren blieb dann der einzige rein mit Maschinengewehren bewaffnete (und darum als „weiblich“ bezeichnete, s. u.) deutsche Wagen 501 „Gretchen“ rund 30 Meter vor den britischen Gräben liegen. Nach Abkühlung der Maschine konnte er indes wieder flottgemacht werden. Wagen 562 „Herkules“ hatte nach einem Beschuss unter anderem einen Getriebeschaden, konnte unter feindlichen Attacken aber repariert werden und den Angriff fortsetzen. Wagen 542 „Elfriede“ war etwas zu weit nach Norden abgedriftet. Rund einen Kilometer vor Villers-Bretonneux, an der Straße nach Hangard-en-Santerre, übersah dessen Fahrer offenbar einen britischen Gefechtsstand. Die Decke des Unterstandes war der tonnenschweren Last nicht gewachsen und brach ein. „Elfriede“ kippte dabei um und blieb auf der rechten Seite liegen. Die Besatzung verließ daraufhin den Panzerwagen und setzte den Angriff mit drei Maschinengewehren als Sturmtrupp fort, wobei Leutnant Stein fiel, zwei Mann schwer verwundet wurden und einer in Gefangenschaft geriet. Wagen 561 „Nixe“ (Abt. 2), ebenfalls zu weit nördlich, stand auf der Straße nach Cachy drei britischen Mark IV gegenüber: zwei Tanks mit je fünf Maschinengewehren (Female) und einem Male-Tank mit zwei 6-Pfünder-Kanonen und drei Maschinengewehren. Der britische Kommandant des Male-Tanks Mark IV No. 4066, Leutnant Frank Mitchell, ließ das Feuer auf die Gegner eröffnen. Erst nach seinem zweiten Schuss gab auch Kommandant Leutnant Biltz das Feuer frei. Nachdem die beiden Female-Tanks schwer beschädigt worden waren und im verbliebenen britischen Panzer ein Verwundeter gelegen war, ließ Mitchell drei Mal derart erfolgreich auf den deutschen Wagen schießen, dass die deutsche Panzerbesatzung ihre „Nixe“ verließ. Fünf Mann der Besatzung starben dabei im feindlichen Maschinengewehrfeuer. Eine deutsche Fliegerbombe traf den Male-Tank, richtete jedoch nichts aus. Nachdem die Engländer noch von einem anderen deutschen Wagen beschossen worden waren, wurde ihr Tank von deutscher Artillerie vollständig ausgeschaltet. Die gesamte britische Mannschaft überlebte.
Leutnant Biltz und seine Männer konnten ihren noch bedingt fahrfähigen Wagen 561 rund zwei Kilometer zurückfahren, dann blieb er mit Motorschaden liegen und wurde aufgegeben. Alle übrigen Wagen erreichten das Einsatzziel und konnten ihre Kampfkraft unter Beweis stellen. Nur durch den Einsatz der Panzergruppe 1 mit den Wagen 526, 527 „Lotti“ und 560 „Alter Fritz“ wurde der 228. Infanteriedivision bis zum Mittag die Eroberung und Einnahme des Tagesziels Villers-Bretonneux möglich.
Bis November 1918 absolvierten die A7V-Abteilungen gemeinsam mit den Beutetankabteilungen Einsätze bei Reims und Iwuy, die nur neun A7V überstanden. Letztlich waren die deutschen Wagen nur 50 Tage im Einsatz. Der Einsatz der wenigen deutschen Exemplare hatte keine große Auswirkung wie etwa die von fast 500 britischen Panzern während der Schlacht von Cambrai. An ihrem Höhepunkt konnte die alliierte Führung über 6.000 gepanzerte Fahrzeuge aufbieten.

### Nach Kriegsende
Am 21. Oktober, nur knapp drei Wochen vor dem Kriegsende am 11. November, wurden alle drei Panzerabteilungen sowie die Beutetankabteilungen von Charleroi nach Erbenheim verlegt und am 17. November aufgelöst.

#### In Deutschland
Aus den gepanzerten Fahrzeugen, die sich noch in deutscher Hand befanden, wurden im Dezember 1918/Januar 1919, zur Niederschlagung der politischen Unruhen, zusammen mit Freiwilligen in Berlin-Lankwitz Freikorps gebildet. Neben einigen gepanzerten Fahrzeugen waren nur noch zwei Mark-IV-Beute-Tanks und ein A7V vorhanden, welche die Kampfwagenabteilung des Freikorps Maercker bildeten.
Der verbliebene A7V, auf den Namen „Hedi“ getauft, scheint allerdings keines der 20 Exemplare gewesen zu sein, die am Krieg teilgenommen haben. So besaß er auf beiden Seiten zwei Türen, einen veränderten Turm und Maschinengewehrlafetten an den Ecken und am Heck. Er war mit der Aufschrift Panzer-Kampfwagen-Abteilung Regierungs-Treue-Truppen, der Zahl 54 und einem Totenkopf bemalt.
Wahrscheinlich handelt es sich bei „Hedi“ um einen der Prototypen bzw. Fahrschulpanzer, der überpanzert wurde, oder um den Funkpanzer. Der Panzer wurde bei der Besetzung Berlins am 15. Januar 1919 (und damit der Beendigung des Spartakusaufstandes), ab 17. April in Braunschweig und ab 11. Mai in Leipzig eingesetzt. Auch sicherte das Freikorps die Gründungsversammlung der Weimarer Republik ab dem 6. Februar in Weimar.
Ab dem 28. Juni 1919 durfte das Deutsche Reich gemäß Artikel 171 des Versailler Vertrages unter anderem keine Panzer mehr besitzen. So wurde der letzte A7V an die Alliierten übergeben. Sein weiterer Verbleib ist nicht eindeutig geklärt.
Die letzten Erwähnungen eines A7V in Deutschland finden sich auf dem Kampfwagen-Erinnerungsabzeichen, das der damalige Reichswehrminister Otto Geßler am 13. Juli 1921 stiftete. Es zeigt einen A7V im Gefecht und wurde an 99 ehemalige Angehörige der Kampfwagenabteilungen verliehen, die an mindestens drei Fronteinsätzen beteiligt waren oder während eines Einsatzes verwundet wurden. Des Weiteren wurde im Berliner Zeughaus ein Modell in Originalgröße ausgestellt, das aber im Zweiten Weltkrieg zerstört wurde.

Berlin, A7V in der Hermannstraße, November/Dezember 1918
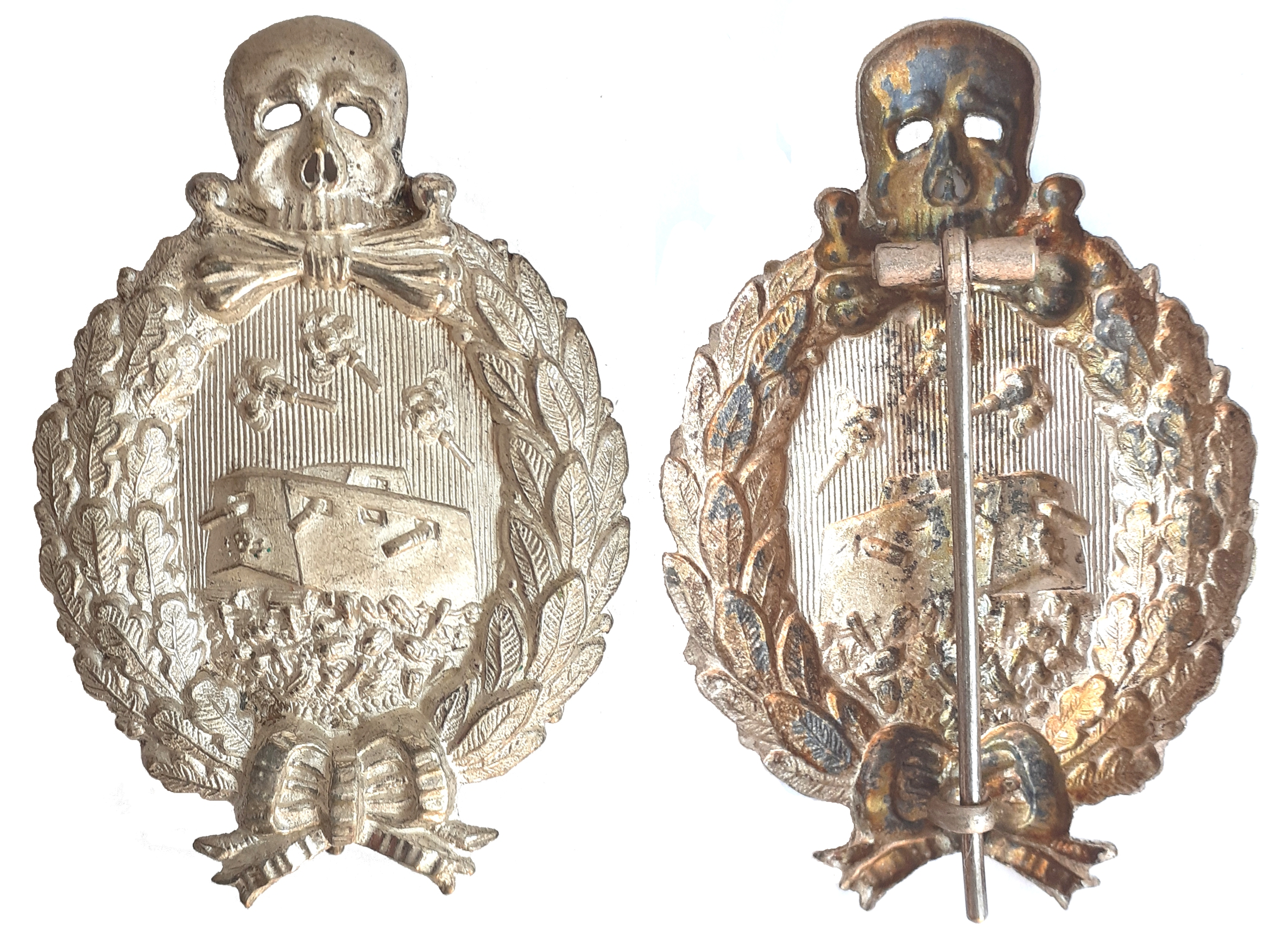
Erinnerungsabzeichen für die Besatzungen von Panzerkampfwagen (1921) mit der Abbildung eines A7V.

#### In Frankreich
Der erste Panzer, der den Alliierten in fast unversehrtem Zustand in die Hände fiel, war „Elfriede“ (542). Das Fahrzeug war bei Büssing in Braunschweig gefertigt worden und wurde im März 1918 zunächst an den Bayerischen Armee-Kraftwagen-Park Nr. 20 bei Charleroi verschickt. Dort erhielt „Elfriede“ einen Tarnanstrich sowie die Markierungen mit den Eisernen Kreuzen, bevor das Fahrzeug an den Panzerkommandanten Leutnant Stein von der Sturmpanzer-Kraftwagen-Abteilung Nr. 2 übergeben wurde. Beim Angriff vom 24. April 1918 war „Elfriede“ umgekippt und blieb anschließend im Niemandsland zwischen den Fronten liegen. Um zu vermeiden, dass der Wagen von den Gegnern erbeutet wird, sollte er in der darauffolgenden Nacht von einem deutschen Stoßtrupp gesprengt werden, was jedoch misslang. Eine Einheit der französischen 37. Marokkanischen Division, die in den Tagen darauf in den Frontabschnitt um Cachy verlegt wurde, schickte in den Nächten Anfang Mai 1918 mehrere Spähtrupps zu „Elfriede“. In der Nacht vom 4. auf den 5. Mai versuchten die Marokkaner erstmals erfolglos, das Fahrzeug zu bergen. Durch das Auskundschaften des Fahrzeugs konnte die Geheimdienst-Abteilung des Grand Quartier Général am 8. Mai 1918 erstmals eine französische Beschreibung und einen Bericht über die Verwundbarkeit des A7V verfassen, der 10. Mai 1918 in englischer Sprache erschien. Die auf die Seite gekippte „Elfriede“ wurde nach zwölf Tagen von der französischen Section de Ravitaillement et de Réparation (SRR) unter Mithilfe zweier britischer Mark V geborgen und rund einen Kilometer abgeschleppt. Der deutsche Sturmwagen wurde wieder fahrtüchtig gemacht und verschiedenen Beschuss- und Fahrversuchen unterzogen. Über diese Versuche existiert sowohl ein Bericht als auch ein 16-mm-Film. Nach dem Krieg wurde der Panzer zusammen mit anderer Kriegsbeute auf der Place de la Concorde in Paris ausgestellt und wahrscheinlich 1920 verschrottet.

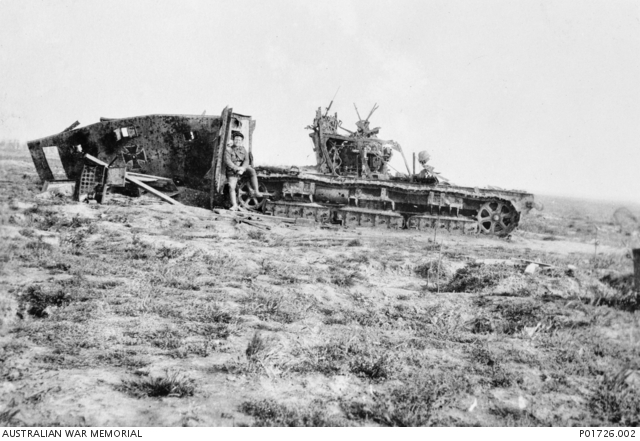
Dieses Wrack wird als Wagen 561 „Nixe“ identifiziert, so wie ihn Soldaten der Entente bei Villers-Bretonneux vorfanden. Offenbar war er bereits von den Deutschen ausgeschlachtet worden.
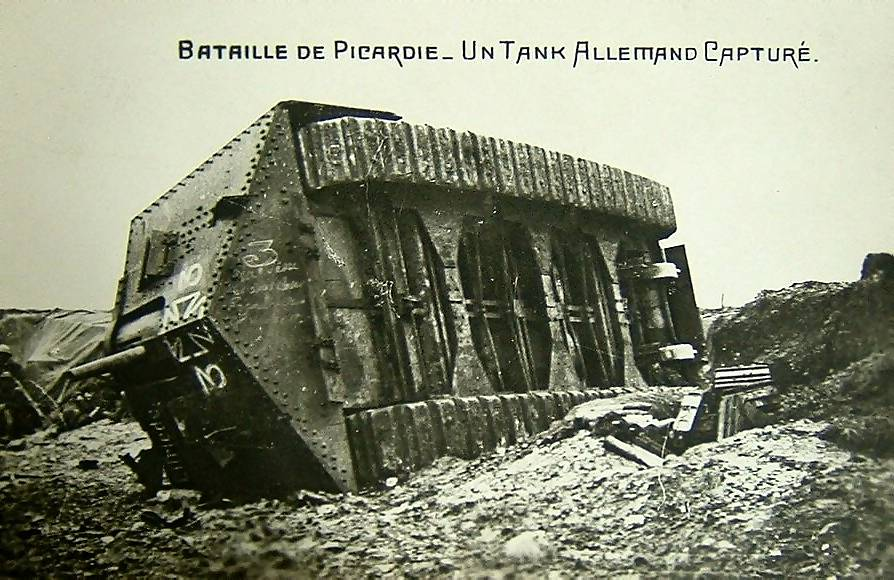
Der im Einsatz umgekippte Kampfwagen „Elfriede“ bei Villers-Bretonneux auf einer französischen Kriegspostkarte
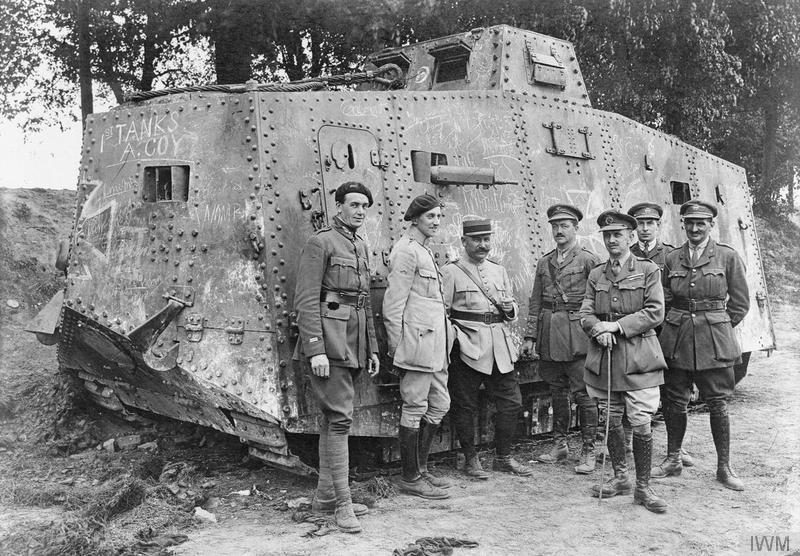
Offiziere der Entente posieren am 18. Mai 1918 bei Saleux vor dem wieder fahrtüchtig gemachten Wagen 542 „Elfriede“

Außer „Elfriede“ wurden noch sechs weitere A7V in Frankreich aufgegeben: 502/503, 526, „Alter Fritz“ (560), „Nixe“ (561), „Herkules“ (562) und „Lotti“ (527). Während „Herkules“ wahrscheinlich nach England gebracht wurde, gelang es den Deutschen, „Alter Fritz“ zu sprengen. Die restlichen Exemplare wurden meist ausgeschlachtet und dann von den Franzosen verschrottet, „Lotti“ als letztes erst 1922.

#### In Ozeanien
Eine Besonderheit stellt „Mephisto“ (506) dar, da er der einzige heute noch erhaltene A7V-Panzer ist. „Mephisto“ hatte Probleme in der Schlacht an der Somme, als seine Vergaserdüsen und die Benzinleitung verstopft wurden, und blieb nach der Behebung dieser Pannen am 24. April in einem Granattrichter liegen. Von deutscher Seite aus wurden mehrere erfolglose Versuche unternommen, den Panzer zu bergen oder, sollte dies nicht gelingen, ihn zu sprengen. Obwohl „Mephisto“ im Juni zeitweise sogar hinter den deutschen Linien lag, wurde nun kein weiterer Bergungsversuch mehr unternommen. Erst als er hinter die alliierten Linien kam, wurde er am 22. Juli 1918 von britischen und australischen Truppen geborgen und nach Vaux-en-Amiénois gebracht. Vor und nach seinen umfangreichen Untersuchungen wurden auf dem Wagen verschiedene Bemalungen und Beschriftungen aufgebracht. Ein Bild auf seiner Seitenwand zeigte einen gekrönten Löwen, das Wappentier Englands, der einen A7V mit seinen Pranken hielt.

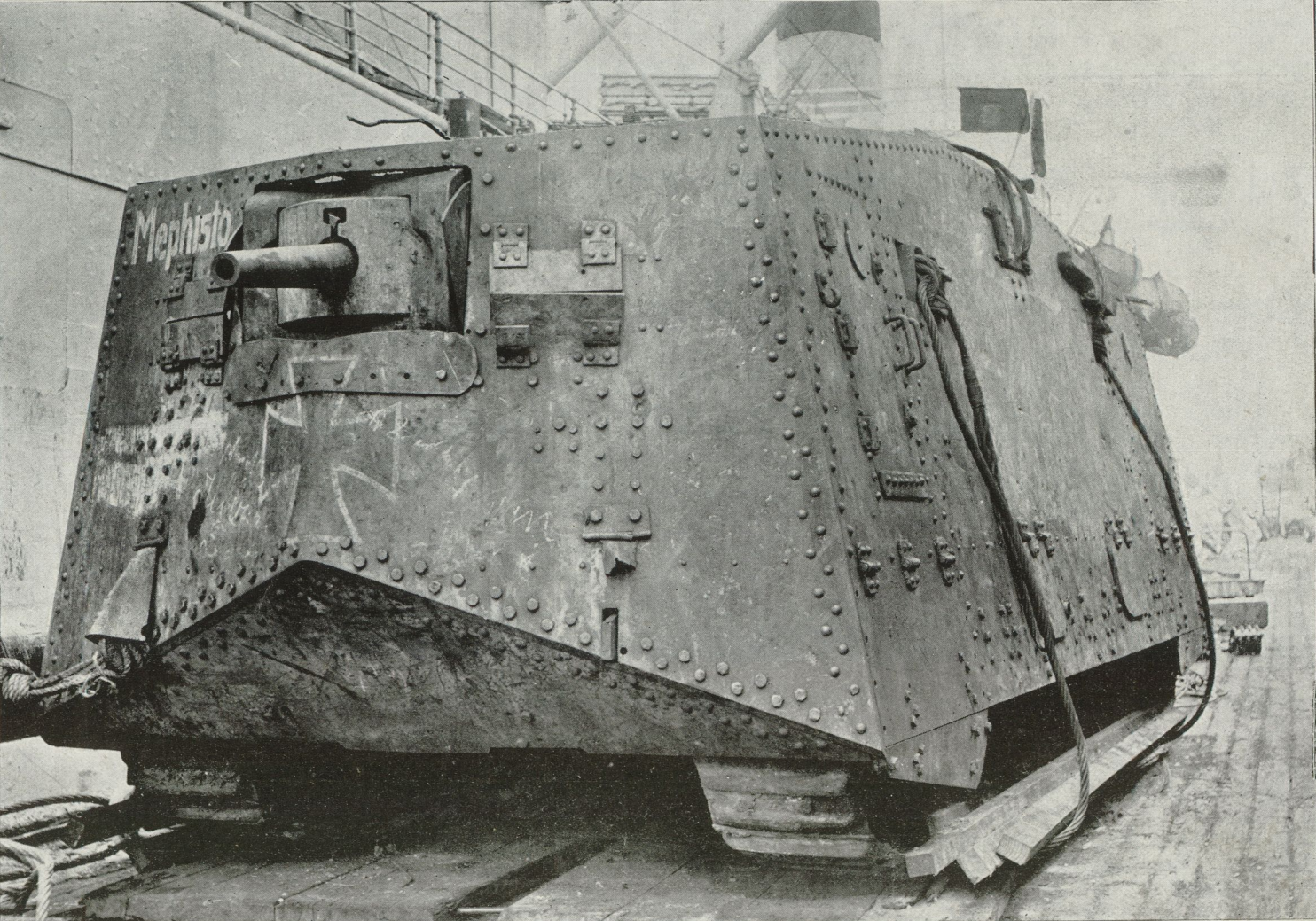
Am 14. Juni 1919 wird „Mephisto“ als Kriegstrophäe auf den Norman Wharf, Brisbane, entladen
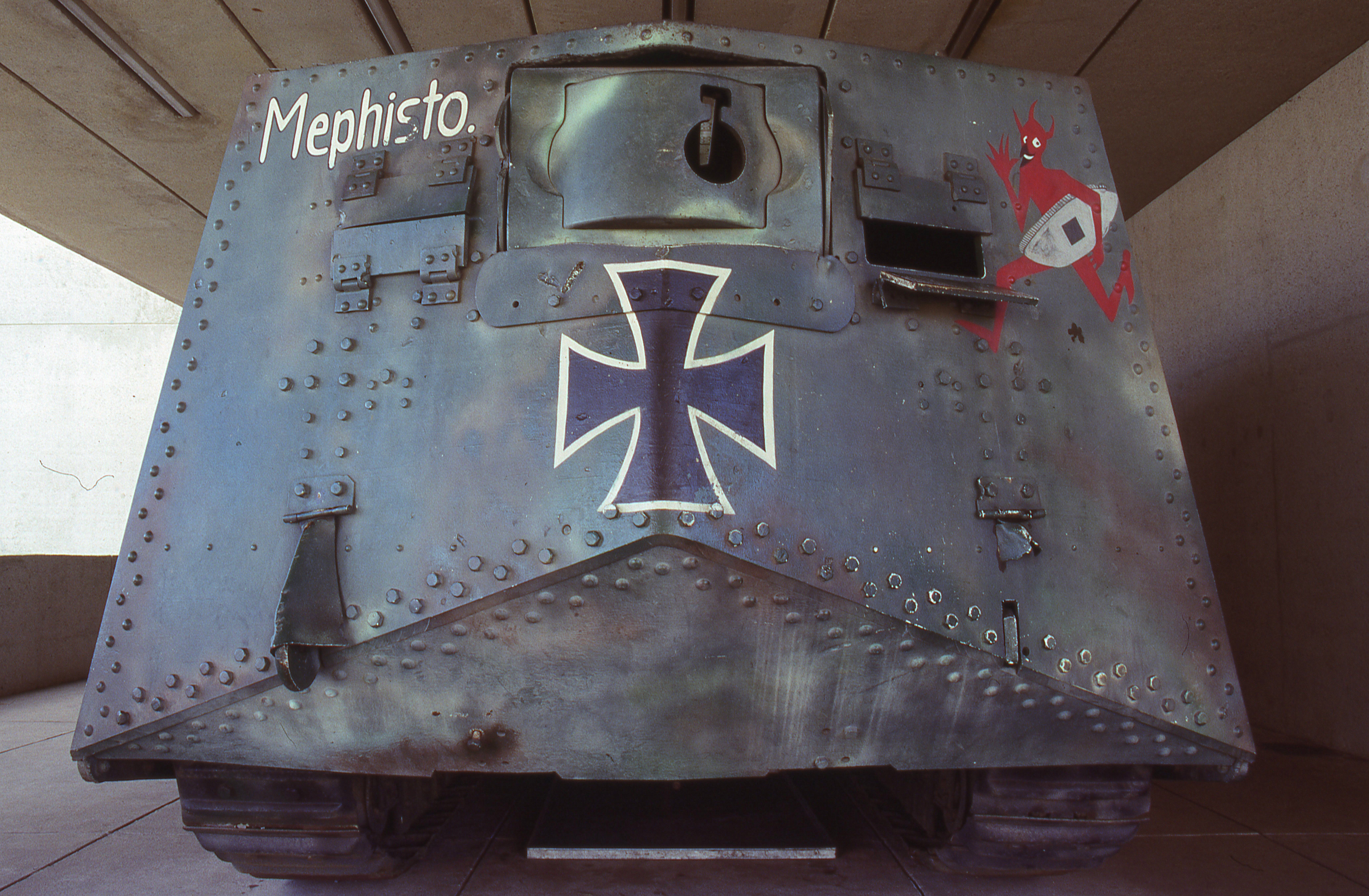
Front von „Mephisto“ im Jahre 1988
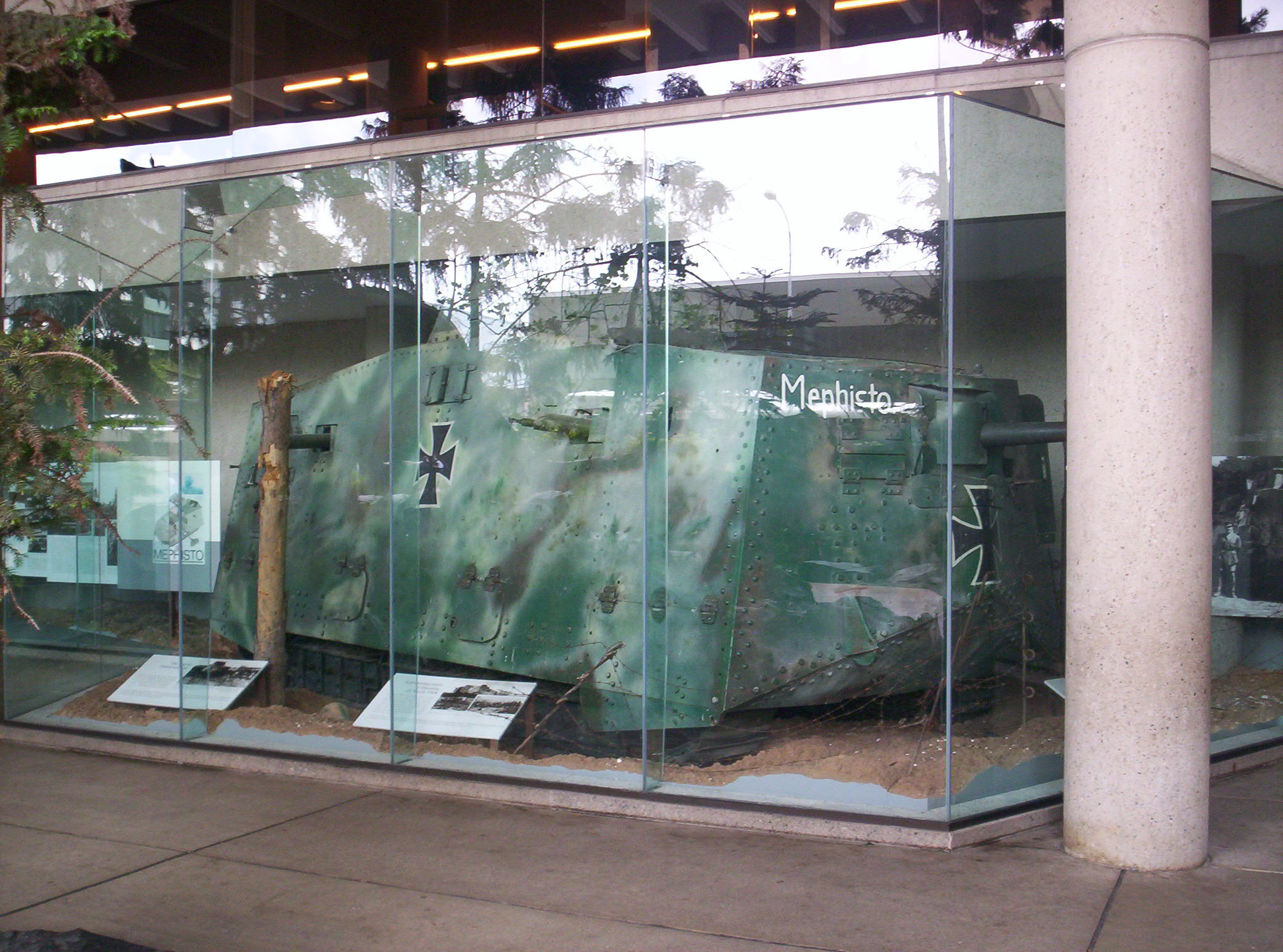
Der A7V 506 „Mephisto“ an seinem alten Standort, den er von 1986 bis 2011 im australischen Queensland Museum, Brisbane, innehatte. Aufgesprühte Anstriche, wie sie hier gezeigt werden, gab es im Ersten Weltkrieg noch nicht.
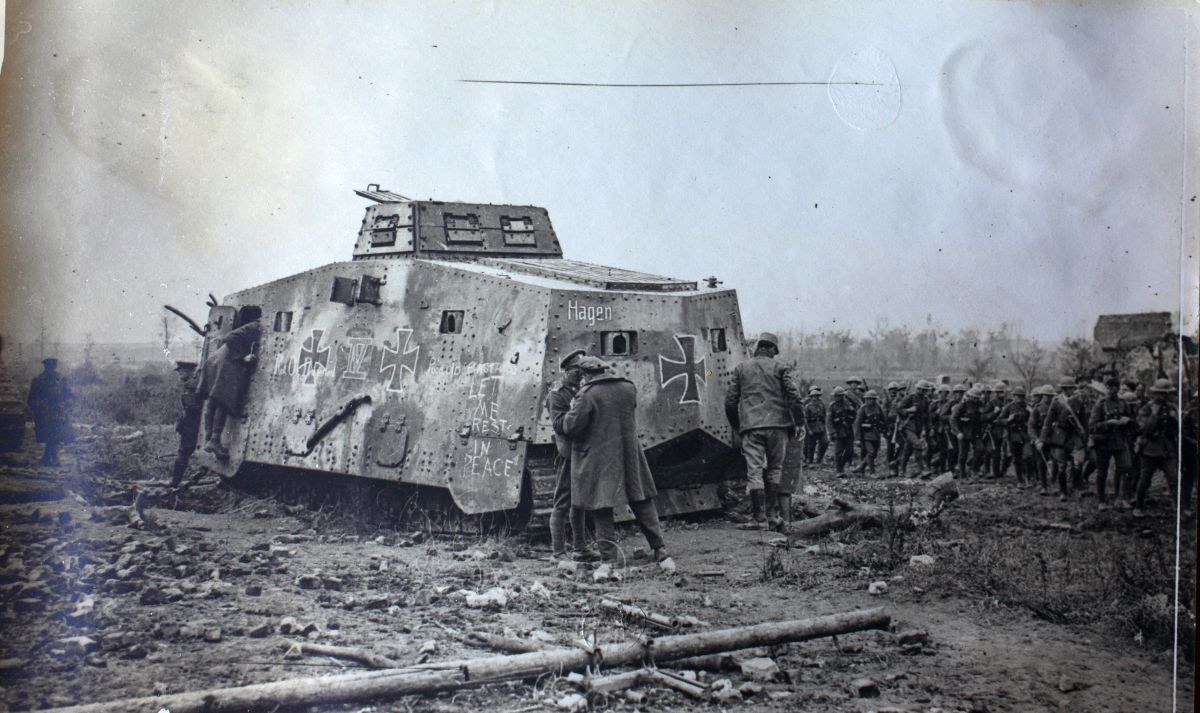
Der von neuseeländischen Soldaten erbeutete Wagen 528 „Hagen“
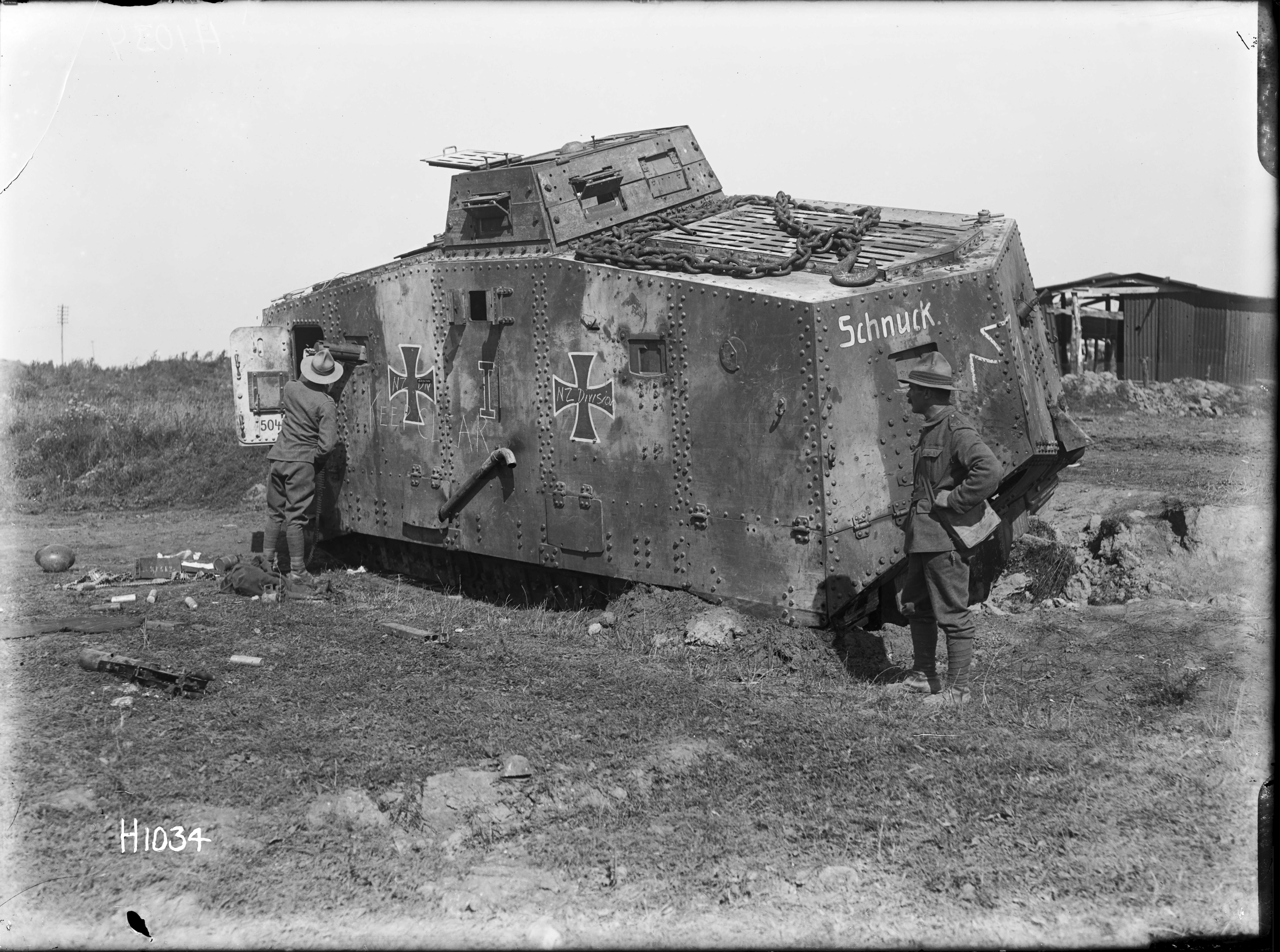
Der von seiner Besatzung aufgegebene Wagen 504 „Schnuck“

Von Oktober bis Dezember 1918 verblieb „Mephisto“ zu Vorführzwecken auf dem Gelände der Tank Corps Gunnery School in Merlimont südlich von Boulogne. Ursprünglich sollte „Mephisto“ im Australian War Memorial Museum in Canberra ausgestellt werden. Die Regierung von Queensland erreichte jedoch, dass er stattdessen nach Brisbane zum Queensland Museum gebracht wurde. Die Begründung war, dass „Mephisto“ schließlich von Queensländern erbeutet worden war. Am 25. Januar 1919 wurde das Fahrzeug als Kriegstrophäe von Dünkirchen nach London und über Tilbury am 2. April 1919 schließlich mit der 1917 erbauten SS Armagh nach Australien verschifft, wo der Kampfwagen am 2. Juni 1919 in Brisbane eintraf und am 14. Juni 1919 am Norman Wharf entladen wurde. Zwei Dampfwalzen schleppen den Panzer auf ein Freigelände am Museum, wo er vom 22. August 1919 bis Juni 1979, mehr als 60 Jahre lang, stand. Erst dann erkannte man, dass der Panzer zerfallen würde, wenn er weiterhin der Witterung ausgesetzt wäre. In all den Jahren war auch die originale Farbgebung verwittert. Nach einer Sandstrahlung und Renovierung erhielt er ein neues Farbschema und zog 1986 in das neue Queensland Museum South Bank in einen eigens für ihn errichteten klimatisierten und vollverglasten Raum im Bereich der Dinosaurierausstellung. Dort blieb er bis zu den Überschwemmungen im Januar 2011. Im Februar 2011 kam „Mephisto“ von seinem fast 25-jährigen Standort mit einem Schwertransport zunächst in ein sicheres auswärtiges Depot und anschließend, im Oktober 2011, zu einer umfassenden Konservierung in eine Einrichtung nördlich von Brisbane. Dort wurde er fast ein Jahr lang von einem der führenden Metallkonservatoren Australiens umfassend restauriert, wobei sich an den Gleisketten erstaunlicherweise noch Reste von eingefahrenem Stacheldraht aus dem Ersten Weltkrieg fanden. Neben den Restaurierungsarbeiten fand auch eine intensive Befundaufnahme der Kampfschäden am Panzer statt. Ab 18. März 2013 konnte das Fahrzeug vorübergehend auf einer Freifläche des zum Queensland Museum gehörenden The Workshops Rail Museum, Ipswich besichtigt werden und kam im Juli 2015 anlässlich der Gedenkfeierlichkeiten zum Ersten Weltkrieg befristet in das Australian War Memorial Museum, wo es bis Juni 2017 blieb. Anschließend wurde der Panzer bis Februar 2018 erneut in The Workshops Rail Museum ausgestellt und kehrte danach in das Queensland Museum zurück. Dort blieb er der Öffentlichkeit einige Monate verborgen, bis sein neues Domizil fertiggestellt war. Heute steht „Mephisto“ wieder im Queensland Museum South Bank und ist das Prunkstück in der am 10. November 2018 eröffneten Anzac Legacy Gallery, die sich dem Ersten Weltkrieg widmet.

#### In England

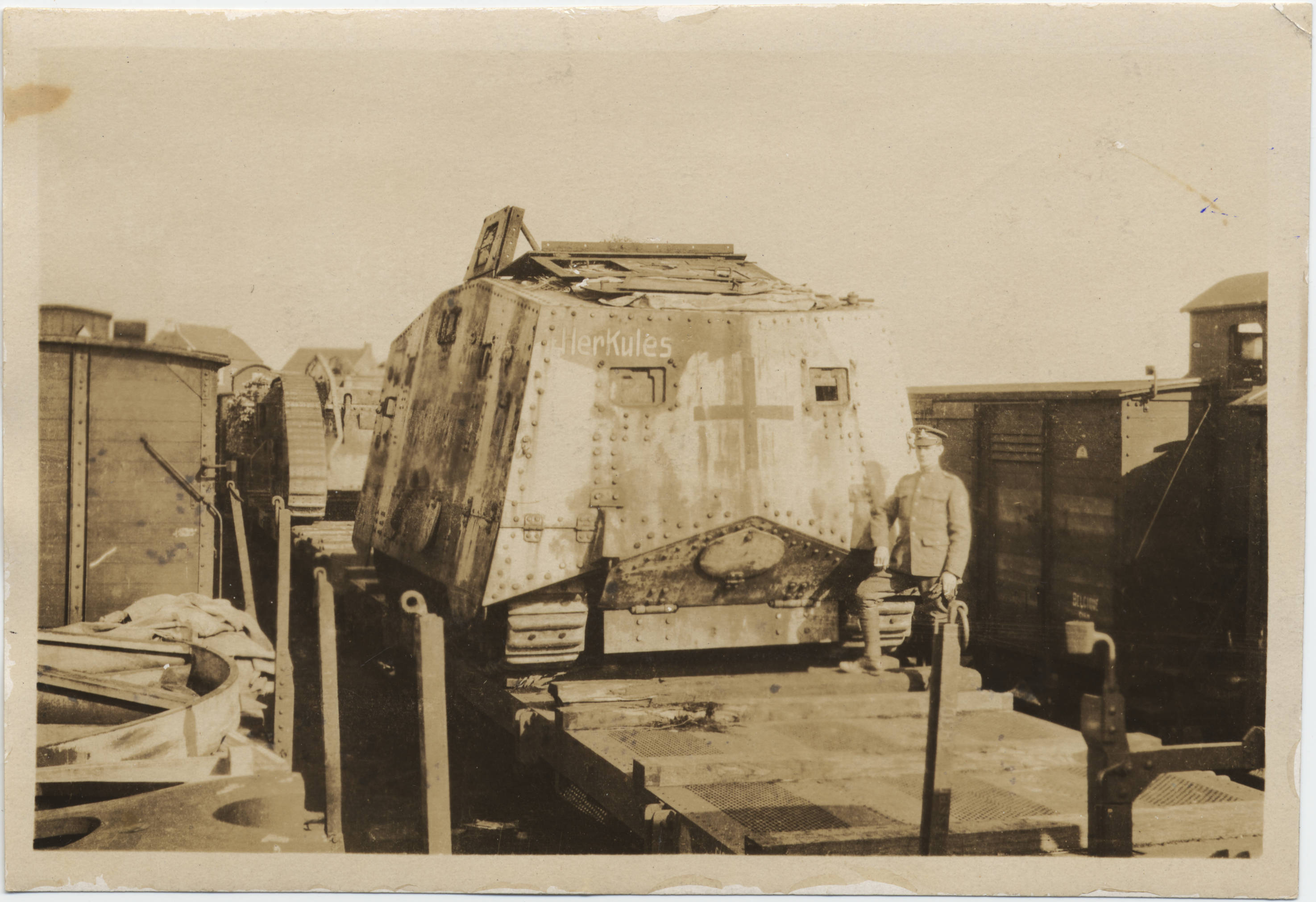
Der Beute-Wagen 562 „Herkules“ steht auf einem Transportzug bereit zur Abfahrt

Die Panzerabteilungen 1 und 2 rückten laut einem Befehl bei einem Gegenangriff am 31. August 1918 unterstützend östlich von Bapaume gegen Frémicourt vor. Die drei eingesetzten A7V kamen dabei schneller voran als die von ihnen begleitete Infanterie. Damit riss die Verbindung der beiden Truppengattungen untereinander ab. Die Kampfwagen, darunter „Schnuck“ (504) und „Hagen“ (528) versuchten daher, den Kontakt wieder herzustellen. Bei dem darauf folgenden Gegenangriff britischer Tanks feuerte die deutsche Artillerie nicht nur auf diese, sondern traf versehentlich auch die zwei eigenen Panzer. „Hagen“ wurde dabei nur leicht beschädigt, fuhr sich aber fest, während „Schnuck“ so schwere Treffer erhielt, dass beide Panzer aufgegeben werden mussten. Beide wurden von Soldaten der New Zealand Expeditionary Force geborgen und der britischen Armee übergeben. Nach einer Untersuchung im Depot des Royal Tank Corps wurden sie Ende November nach London gebracht. „Hagen“ konnte anfangs im Regent’s Park besichtigt werden, bevor beide Beutestücke 1919 kurzfristig in Horse Guards Parade zur Ausstellung kamen. Anschließend war geplant, die beiden Fahrzeuge in verschiedenen Museen unterzubringen. Daher kam Ende 1919 „Schnuck“ zum Imperial War Museum, das sich damals im Crystal Palace befand. Dort wurde der Panzer neben britischen Tanks ausgestellt. „Hagen“ sollte nach einer Absichtserklärung der neuseeländischen Regierung zunächst nach Neuseeland verschifft werden. Nachdem sich jedoch herausgestellt hatte, dass die britische Armee wahrscheinlich während ihrer Tests den gesamten Panzer entkernt hatte und nur noch dessen Hülle existierte und obendrein offenbar kein Schiff mit einem geeigneten Ladekran gefunden werden konnte, um „Hagen“ nach Neuseeland zu transportieren, verblieb der Panzer in London. Er kam nun zu Royal Artillery Institution, wo er mutmaßlich 1920 verschrottet wurde. Auch „Schnuck“ war kein Überleben gesichert. Als das Imperial War Museum Anfang 1920 umzog, fand sich am neuen Standort nicht ausreichend Platz. Daher wurde auf den deutschen Panzer verzichtet. Noch an seinem bisherigen Standort wurde „Schnuck“ zerlegt und verschrottet. Lediglich die Kanone und ein Teil der Lafette blieben erhalten und befinden sich in der Außenstelle des Museums in Manchester. Als dritten Panzer erbeuteten britische Einheiten bei Kriegsende „Herkules“ (562), nachdem er zuvor manövrierunfähig aufgegeben worden war. Sein genauer Verbleib ist nicht sicher, wahrscheinlich wurde auch er nach England transportiert und dort verschrottet.

#### In den USA

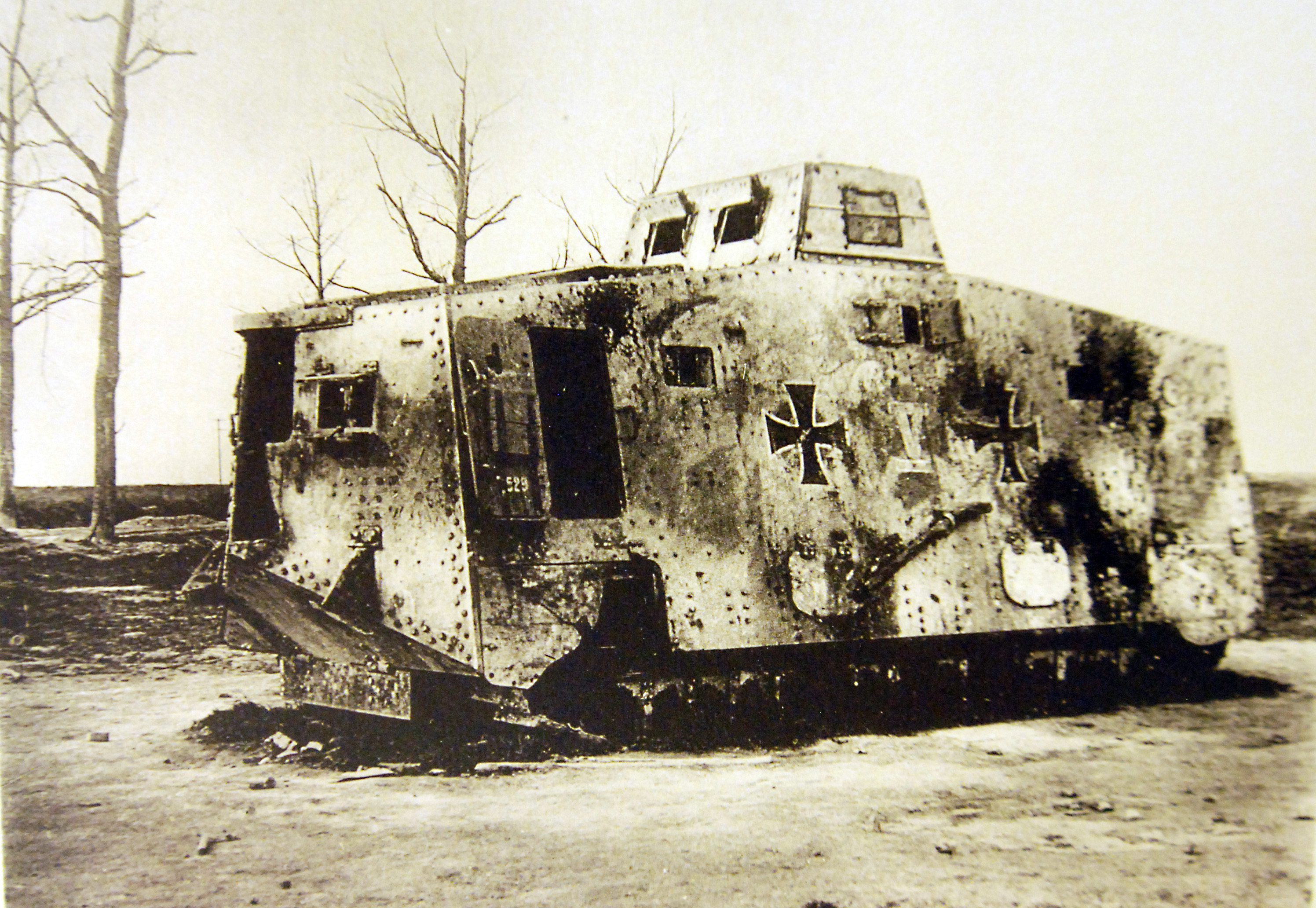
Der seiner Hauptbewaffnung beraubte Wagen 529 „Nixe II“ kam in diesem Zustand in die USA

„Nixe II“ (529) musste nach einem französischen Artillerietreffer am 31. Mai 1918 bei Reims aufgegeben werden. Gegen Ende des Krieges wurde der Wagen den amerikanischen Streitkräften geschenkt, auf Interesse an der weiteren Verwendung geprüft und 1919 zu weiteren Untersuchungen in die USA gebracht. Nach deren Beendigung wurde „Nixe“ an das U.S. Army Ordnance Museum in Aberdeen, Maryland gegeben, wo Teile der Panzerung für Beschussversuche verwendet wurden. Da „Nixe II“, wie viele der Ausstellungsstücke des Museums, im Freien aufgestellt wurde, rostete und verwahrloste der Wagen bis zum Anfang der 1940er-Jahre vor sich hin. 1942 fällte das Museum die Entscheidung, „Nixe“ zur Ausschlachtung und Verschrottung an einen örtlichen Schrotthändler zu verkaufen.

#### Legendenbildung
Wie geschildert, wurden mehrere deutsche Panzerwagen von den nachrückenden Franzosen erbeutet. Dadurch entstand eine populäre Legende, dass mehrere A7Vs von Frankreich an Polen abgegeben worden seien und angeblich während des Polnisch-Russischen Kriegs eingesetzt wurden. Einer wissenschaftlichen Überprüfung hält dieser Mythos nicht stand, da das Schicksal jedes einzelnen A7V, der im Ersten Weltkrieg im Einsatz war, bekannt ist. Zudem sind weder offizielle Aufzeichnungen bekannt, noch können photographische Belege für die Existenz dieser Kampfwagen in polnischen Diensten erbracht werden. Trotzdem wurde zuletzt 2013 im Internet spekuliert, dass es sich bei den Überresten eines Panzers, der nahe dem polnischen Lubartów im Fluss Wieprz gefunden wurde, um einen nach dem Krieg verkauften A7V handeln könnte.

## Kennzeichnung
Eine exakt einheitliche Kennzeichnung der Wagen fand während des Ersten Weltkriegs trotz gewisser Richtlinien nicht statt, denn die Umsetzung dieser Vorschriften an der Front fiel aus verschiedenen Gründen an den einzelnen Panzern sehr unterschiedlich aus.
Die ersten A7V, die zwischen Januar und März 1918 ausgeliefert wurden, besaßen mit großer Wahrscheinlichkeit allesamt einen grauen Anstrich. Erst an der Front trug man ein großes weiß umrahmtes Eisernes Kreuz an Bug und Heck auf. Zumindest einige Wagen erhielten kurze Zeit später ein weiteres Eisernes Kreuz auf die beiden Flanken gemalt. Zusätzlich wurde bei fast jedem A7V am Bug links neben der Kanone der Name des Panzers mit weißer Farbe angebracht. Einigen Wagen wurde der Name auch auf das Heck geschrieben. Außerdem brachte man die Chassisnummer auf den Innenseiten der Türen an.

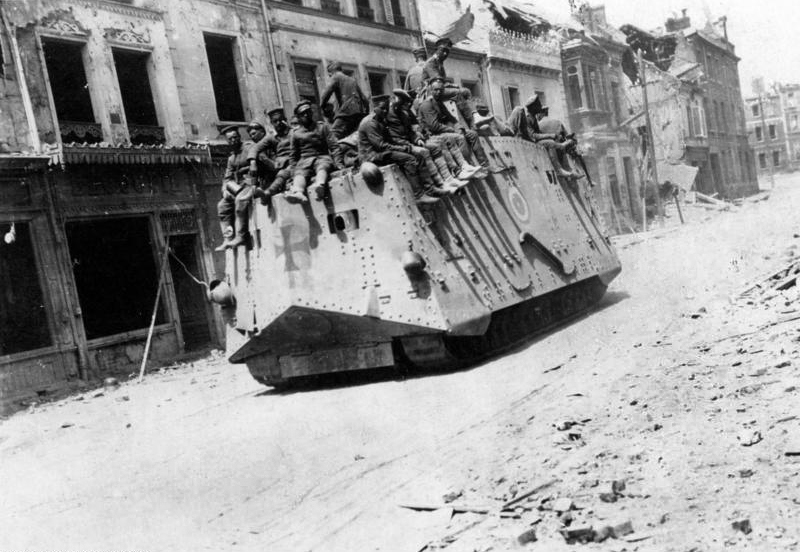
A7V der Sturmpanzer-Kraftwagen-Abteilung 1 während der Frühjahrsoffensive „Michael“ in Roye (Frankreich), Frühjahr 1918. Die kurz zuvor auf die Flanken gemalten runden Markierungen sind deutlich sichtbar
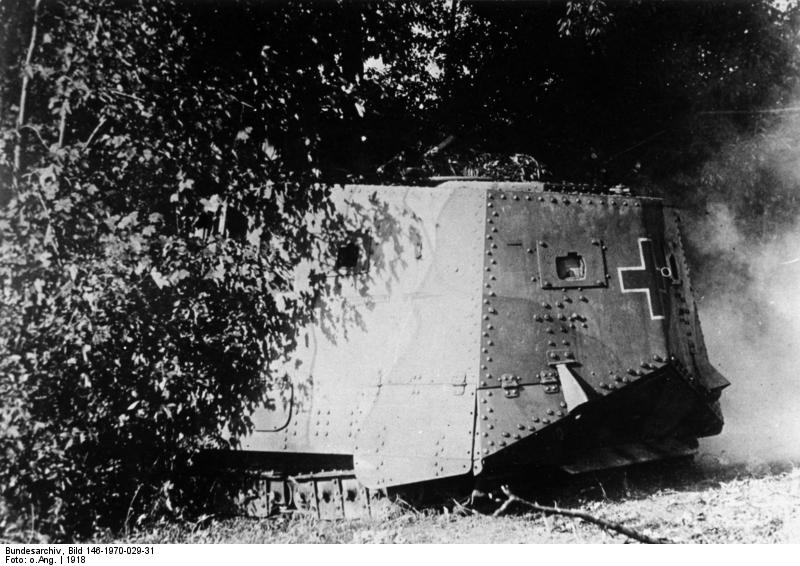
Manöverübung, Oktober 1918: Das Heck von „Gretchen“ mit gewellt aufgebrachtem Buntfarbenanstrich und vollständig weiß umrandetem Balkenkreuz.
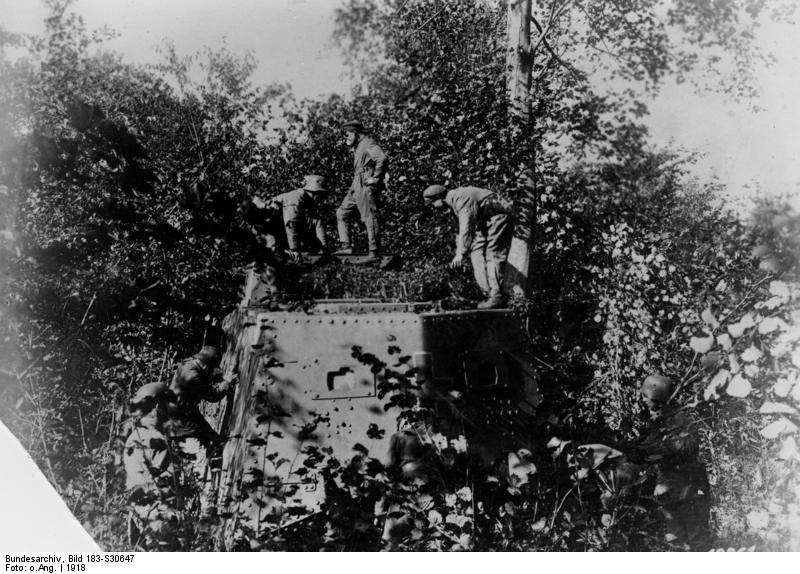
Manöverübung, Oktober 1918: Nochmals „Gretchens“ Heckansicht. Die Besatzung tarnt gegen Fliegersicht
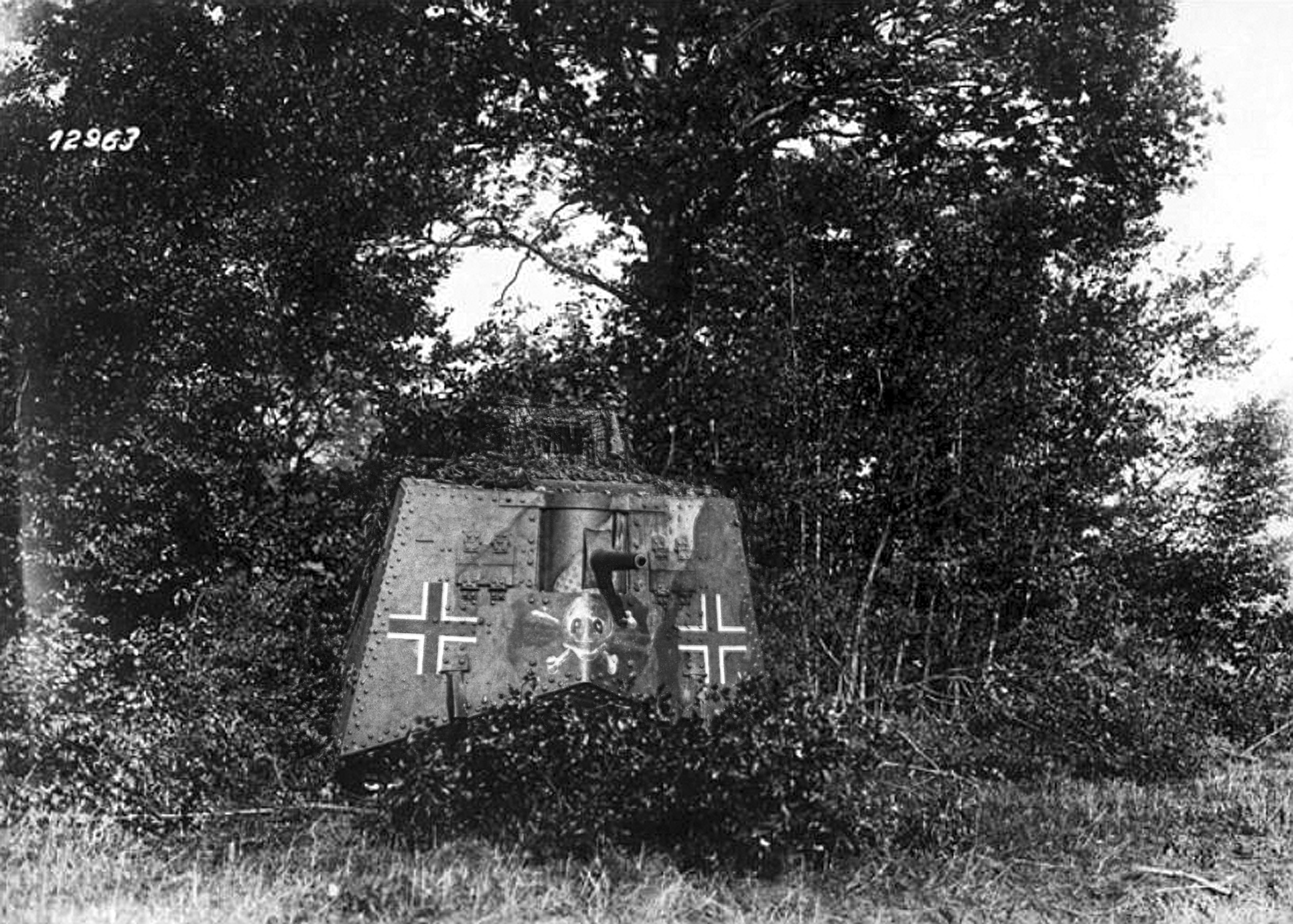
Manöverübung, Oktober 1918: „Gretchens“ Front nach dem Umbau zu einem „männlichen“ Tank mit einer 5,7-cm-Maxim-Nordenfelt, dem seit September 1918 allgemein eingeführten Totenkopf und den flankierenden, bereits seit Sommer 1918 üblichen Balkenkreuzen

Noch vor dem 21. März wurden neue Kennzeichnungsrichtlinien erlassen. Ab jetzt sollten die Wagen an ihren Flanken jeweils in der Mitte einen mehrfach umrandeten Kreis tragen, in dessen Mitte die Nummer des Panzers in der jeweiligen Abteilung (1–5) stand. Dieser Kreis sollte von jeweils zwei Eisernen Kreuzen flankiert werden. Am 21. März 1918 erfolgte der erste Kampfeinsatz für die A7V bei St. Quentin durch die Sturmpanzer-Kraftwagen-Abteilung 1 (StPzKrW-Abt. 1). Die Wagen der 1. Abteilung erhielten nach diesem erfolgreichen Einsatz statt des Eisernen Kreuzes am Bug einen weißen Totenkopf mit gekreuzten Knochen. Einige Besatzungen wie die von „Herkules“ malten auch noch links und rechts neben den Totenkopf je ein Eisernes Kreuz auf ihren Wagen. Ab September 1918 wurde dieser Totenkopf bei allen A7V-Abteilungen auf den Bug gemalt. Die kreisförmigen Markierungen wurden recht schnell wieder abgeschafft. Nach einer neuen Vorgabe wurden an deren Stelle nun weiß umrandete rote römische Ziffern aufgemalt. Bei einigen Wagen wurde diese Neuerung nicht umgesetzt. So trug Wagen 527 „Lotti“ noch im Juni die runde Markierung und, wohl zur besseren Erkennung durch die eigenen Flieger, ein Eisernes Kreuz auf dem Lüftungsgitter.
Im Sommer 1918 gab es eine erneute Änderung bezüglich der Eisernen Kreuze. Statt diesen wurden nun Balkenkreuze verwendet. Das Aussehen diese Kreuze wich jedoch bei einigen Panzern beträchtlich voneinander ab. Daneben gab es noch individuelle Bemalungen durch die Truppe. Bei „Mephisto“ war rechts am Bug ein rotes laufendes Teufelchen mit einem britischen Mark I unter dem Arm angebracht.
Eine Aufnahmenreihe aus dem Spätsommer 1918 zeigt Wagen 501 „Gretchen“ mit nachgerüstetem Sockelgeschütz bei einer Gefechtsübung. „Gretchen“ wurden zur Kennzeichnung späte Ausführungen des Balkenkreuzes aufgemalt, die an ihren Stirnseiten keine weiße Umrandung mehr besitzen. Zudem ist der im September allgemein eingeführte Totenkopf sichtbar.

### Buntfarbenanstrich und weitere Tarnmittel

Buntfarbenanstrich in einer gestrichenen frühen Version ab 1918.

Spätestens nach den ersten Einsätzen und Erfahrungen versah die Truppe an der Front ihre Wagen mit frei gestalteten Tarnanstrichen, wobei sich die großflächig aufgebrachten Flecken ineinander verwischen. Dieses Tarnschema mit Eisernen Kreuzen zeigen Fotos der erbeuteten Wagen 529 „Nixe“ vom Mai 1918 und Wagen 528 „Hagen“, der am 31. August 1918 verloren ging. Auch Wagen 504/544 „Schnuck“, der am gleichen Tag aufgegeben wurde, besaß eine solche Tarnung.
Am 7. Juli 1918 gab der Chef des Generalstabes eine Empfehlung hinsichtlich eines neuen Tarnanstrichs heraus. Dies war als Antwort auf Tarnanstriche zu sehen, die Engländer und Franzosen schon seit längerem auf ihren Tanks aufgebracht hatten. So sollten jetzt matte unregelmäßige Tarnflecke in ockergelb, grün und rostbraun aufgemalt werden, die durch breite schwarze Umrahmungen getrennt waren. Sprühfarben für Fahrzeuge kamen beim deutschen Militär erst in den 1930er-Jahren auf. Die teilweise verwaschen wirkenden Anstriche der A7V auf den historischen Fotografien wurden in der Vergangenheit mit schlecht haltenden Farbmitteln oder Dreckverkrustungen erklärt. Es ist nicht bekannt, wie viele der A7V den Buntfarbenanstrich erhielten. Da es erst seit 1925 das vereinheitlichte RAL-Farbsystem gab, können die vom Generalstab vorgegebenen Farbtöne durchaus variiert haben.
Die oben bereits genannte Aufnahmenreihe von Wagen 501 „Gretchen“ zeigt den neuen Buntfarbenanstrich mit Balkenkreuzen während einer Gefechtsübung. Der Tarnanstrich ist dort jedoch nicht wie vielfach üblich scharfeckig angebracht, sondern gewellt. Ähnlich wurde dies ab 1922 auch bei der Reichswehr eingeführt. Wie auch auf Fotos anderer A7V werden dort zur weiteren Unkenntlichmachung gegen Fliegereinsicht Tarnnetze und Buschwerk am Wagen eingesetzt. Noch mindestens zwei weitere A7V wurden im gleichen Tarnschema umgestrichen, wobei man bei mindestens einem Wagen auf die Balkenkreuze an den Flanken verzichtet hat und stattdessen je einen Totenschädel malte.

## Bewaffnung
Die folgende Bewaffnung traf auf alle A7V zu. Nur „Gretchen“ (501) war ursprünglich als einziger Wagen in einer Ausführung aufgebaut worden, die bei den Engländern female genannt wurde. Statt eines Geschützes und sechs MGs verteidigte sich Gretchen ursprünglich mit acht MGs. Die Schnellfeuerkanone wurde jedoch nachgerüstet. Ursprünglich war es vorgesehen, in Wagen 501 zwei Flammenwerfer und vier MGs zu installieren.

### Hauptwaffe
Die Hauptwaffe des A7V war eine 5,7-cm-Maxim-Nordenfelt Kasematt-Schnellfeuerkanone. Diese in Großbritannien hergestellten Kanonen waren beim Einmarsch in Belgien und Russland in großer Anzahl erbeutet worden und konnten so für den Bau einer genügenden Anzahl von Panzern eingeplant werden. Der Grund für diese Wahl war vorrangig der mit 15 cm kurze Rohrrücklauf. Mit diesem Geschütz waren zudem gute Erfahrungen bei der Bekämpfung von Panzern gemacht worden.

### Sekundärwaffen

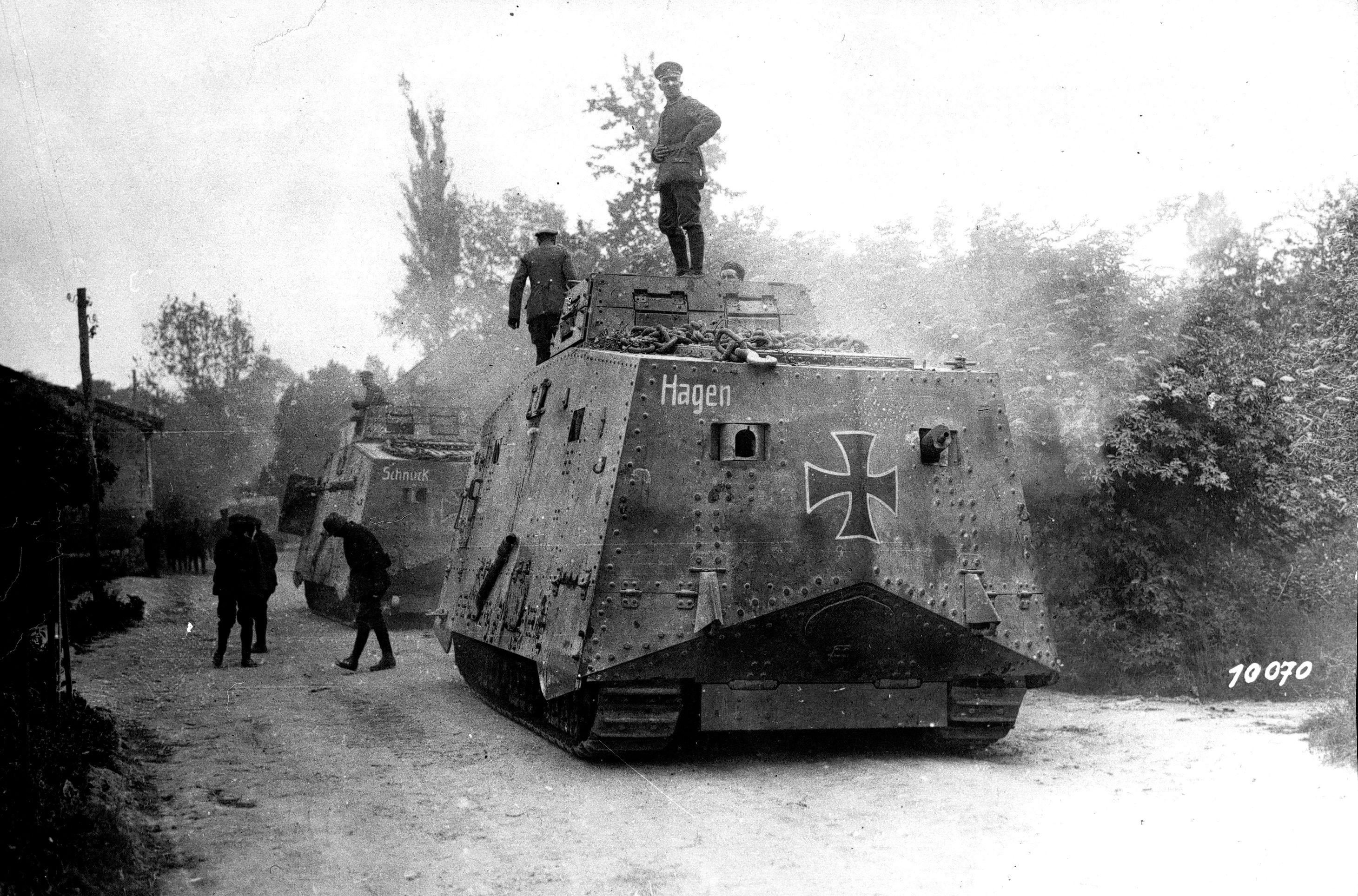
Die Wagen „Hagen“ und „Schnuck“ auf dem Marsch zur Front. Gut zu sehen sind die seitlich und im Heck eingebauten Maschinengewehre vom Typ MG 08

Neben der Schnellfeuerkanone war der A7V mit sechs Maschinengewehren vom Typ MG 08 ausgerüstet. Die MG waren lafettiert, also fest eingebaut. Bei einer Bewegung des Maschinengewehres bewegte sich nicht nur dieses, sondern auch der daran fest angebrachte Sitz des Schützen und die gepanzerte Walzenblende. Diese verhinderte eine feindliche Einsicht in den Wagen und diente auch als Splitterschutz für die Besatzung. Der Nachteil dieser relativ festen Verbauung bestand in den toten Winkeln, die vom MG nicht bestrichen werden konnten. Diese Winkel ergaben sich vor allem im Frontbereich zwischen den vorderen MG, an deren Seiten und der Kanone. Außerdem war die Zone in einem Abstand von unter 4,5 Metern vor dem Panzer nicht mit den MG zu verteidigen. Bei weiter entfernten Zielen konnte theoretisch gezieltes Zickzackfahren die Schusswinkel bereinigen. Praktisch wird dies in den teils schwer vom Granatfeuer zerwühlten Frontabschnitten problematisch gewesen sein. Zusätzlich befand sich in jedem A7V ein leichtes Maschinengewehr 08/15 mit 300 Schuss Munition, sechs Karabiner 98, Handgranaten und pro Besatzungsmitglied eine Pistole 08. Der Sinn dieser Waffen war, die Besatzung auch bei Aufgabe des Panzers kampffähig zu halten.

## Panzerung
Der A7V bestand aus einem Fahrwerk und einem gepanzerten Gehäuse, das mit diesem an 16 Stellen verschraubt war. Das Gehäuse wurde in Skelettbauweise aus verschiedenen Platten zusammengeschraubt oder genietet. Durch eine leicht schräge Anbringung der Seitenteile und des Daches wurde die Panzerung im Gegensatz zu einer geraden Anbringung verbessert. Da das größte Risiko, beschossen zu werden, im Frontbereich lag, war die Panzerung an dieser Stelle mit 30 mm dicker als beim Rest. Am Heck und an den Seiten betrug die Panzerung nur 15 mm. Das Dach war aus 5 mm dünnem Panzerblech gefertigt, lediglich der Turm war von einer 20 mm (vorne) bzw. 15 mm (hinten und Seiten) starken Panzerung umgeben. Durch die relativ tiefen Seitenteile und auch das Fahrwerk waren die Seiten des Panzers bis zum Boden recht gut geschützt. Da dies bei Front- und Heckpartie nicht der Fall war, wurden dort nachträglich pendelnde 20-mm-Bleche aufgehängt. Der Boden war, sieht man von einer 10-mm-Splitterschutzplatte unterhalb der Tanks ab, komplett ungepanzert. So befand sich unter den Motoren keinerlei Panzerung, auch, um die Luft des Kühlers problemlos abziehen lassen zu können.

## Technische Daten
| Hersteller                              | Vier Unternehmen in der Endmontage: Daimler-Motoren-Gesellschaft, Büssing, Loeb, Lanz |
| Besatzung                               | 16 Mann |
| Motor                                   | Zwei DMG-Vierzylinder-Reihenmotoren Typ 165 204 mit paarweise zusammengegossenen Zylindern und Flüssigkeitskühlung, OHV-Ventilsteuerung (je Zylinder zwei hängende Ventile, untenliegende Nockenwelle), Doppelzentrifugal-Kühlwasserpumpe |
| Bohrung × Hub                           | 165 × 200 mm |
| Hubraum                                 | je 17.000 cm³ |
| Leistung                                | je 100 PS (74 kW) bei 800 bis 900 min−1 |
| Vergaser                                | Pallas-Vergaser |
| Zündung                                 | Hochspannungs-Magnetzündung mit Drehzahlbegrenzer |
| Schmierung                              | Druckumlaufschmierung |
| Kühler                                  | Röhrenkühler |
| Betriebsstoff                           | Benzin-Benzol-Gemisch |
| Verbrauch                               | ca. 7,5 l/km (Straße) bzw. 16 l/km (Gelände) für beide Motoren |
| Anlasser                                | Elektrischer Anlasser, alternativ: Anlasskurbel für drei Mann |
| Treibstoffvorrat                        | 2 × 250 l |
| Fahrbereich                             | 60–70 km (Straße)/30–35 km (Gelände) |
| Geschwindigkeit                         | 16 km/h (Straße)/4–8 km/h (Gelände) |
| Fahrgestell                             | Hauptrahmen aus Stahlblech und Blechschienen |
| Laufwerk                                | Vollkettenlaufwerk nach dem Caterpillar-Holt-System. Drei Laufrollenwagen mit je fünf Laufrollen und zwei Stützrollen, die Laufrollenwagen werden untereinander durch bewegliche Verbindungsstangen in Längs- und Querrichtung zusammengehalten, Federung durch zwei Federeinheiten mit je zwei Schraubenfedern und eine Federeinheit mit vier Schraubenfedern. Kettenlänge 1200 cm, Auflagelänge 450 cm, Kettenbreite 52 cm, Gleiskettenteilung 25,4 cm |
| Lenkung                                 | Lenkung durch Änderung der Motordrehzahl, zudem ist ein zusätzliches Auskuppeln und Bremsen der einzelnen Gleisketten möglich. Der kleinste Lenkradius betrug 2,2 Meter, ein Schwenk um die eigene vertikale Achse von 360 Grad war möglich. |
| Bremsen                                 | Eine Bremse pro Gleiskette, die auf die Motorgetriebewellen wirkte. |
| Kupplung                                | Lederbelegte, entlastete Doppelkonuskupplung |
| Getriebe                                | reversierbares mechanisches Dreiganggetriebe |
| Antrieb                                 | Über Vorgelege auf Triebräder |
| Länge/Breite/Höhe                       | 7,35 m / 3,06 m / 3,35 m |
| Spurweite                               | 2,115 m |
| Überschreitfähigkeit                    | 2 m |
| Watfähigkeit                            | 80 cm |
| Kletterfähigkeit                        | 40 cm |
| Steigfähigkeit                          | 25° |
| Bodenfreiheit                           | 20 cm |
| Gesamtgewicht                           | 30 t |
| Gewicht des Fahrzeugs inkl. Treibstoff  | 16 t |
| Gewicht der Panzerung                   | 8,5 t |
| Gewicht der Waffenanlage inkl. Munition | 3,5 t |
| Gewicht von Besatzung und Ausrüstung    | 2 t |
| Panzerung                               | Front 30 mm, Seiten 15 mm, Decke 6 mm, Boden vorne 10 mm, sonst ungepanzert |
| Bewaffnung                              | 1 Cockerill-Nordenfelt-Kasematt-Schnellfeuerkanone 5,7 cm L/26,3 6 MG 08 1 lMG 08/15 |
| Munition                                | 180 bzw. später 300 Granaten 5,7 cm; 18.000 Schuss MG-Munition |
| Herstellungskosten                      | 250.000 Goldmark |
| Sonstiges                               | Brieftauben (zur Nachrichtenübermittlung), Lichtsignalapparat (zur Übermittlung von Feuerbefehlen) |

## Einsatz und Verbleib
| Chassisnummer | Name                                               | Abteilung              | Verbleib |
| ------------- | -------------------------------------------------- | ---------------------- | --- |
| k. A.         |                                                    | Prototyp               | Fahrschule |
| k. A.         |                                                    | Prototyp               | Fahrschule (GrKrftBtl. 1) |
| k. A.         |                                                    | Funkpanzer             | Kraftfahrer (GrKrftBtl. 1) |
| 501           | „Gretchen“                                         | Abt. 1, Abt. 2, Abt. 3 | Einziger A7V in weiblicher Ausführung (keine Kanone, 8 MGs). Erst im Sommer 1918 wurde der Wagen mit einem Sockelgeschütz nachgerüstet. Kriegsende bei der Truppe. |
| 502/503       | „Faust“, Kronprinz Wilhelm, König Wilhelm, Wilhelm | Abt. 1, Abt. 3         | Nach einem irreparablen Defekt des Chassis 502 im März 1918 wurde dessen Aufbau auf Chassis 503 gesetzt (503 hatte im April 1918 einen Zylinderkopfriss). Aufgegeben im Oktober 1918 und Beute der Briten, die ihn vor Ort verschrotteten. |
| 504/544       | „Schnuck“                                          | Abt. 2                 | Nach einem irreparablen Defekt des Chassis 544 wurde dessen Aufbau auf Chassis 504 gesetzt. Aufgegeben bei Frémicourt (nach zwei frontalen deutschen Artillerietreffern) am 31. August 1918, danach britische Beute, 1919 verschrottet. Seine Hauptwaffe, die belgische Schnellfeuerkanone, blieb erhalten und ist heute im Imperial War Museum North in Manchester (Großbritannien) ausgestellt. |
| 505           | „Baden I“, „(Prinz) August Wilhelm“                | Abt. 1, Abt. 3         | Kriegsende bei der Truppe. |
| 506           | „Mephisto“                                         | Abt. 1, Abt. 3         | Aufgegeben bei Villers-Bretonneux am 24. April 1918, danach australische Beute, heute im Queensland Museum in Brisbane. |
| 507           | „Cyklop“, „(Prinz) Eitel Friedrich“                | Abt. 1, Abt. 3         | Kriegsende bei der Truppe. |
| 525           | „Siegfried“                                        | Abt. 2                 | Kriegsende bei der Truppe. |
| 526           |                                                    | Abt. 1                 | Ausgeschlachtet. |
| 527           | „Lotti“                                            | Abt. 1                 | Fuhr sich am 1. Juni 1918 bei Reims fest, erhielt später noch einen Artillerietreffer in den Turm. 1922 verschrottet |
| 528           | „Hagen“                                            | Abt. 2                 | Fuhr sich bei Fremicourt am 31. August 1918 fest und wurde aufgegeben, dann britische Beute, 1919 verschrottet |
| 529           | „Nixe II“                                          | Abt. 2                 | Verlust bei Reims am 31. Mai 1918, dann amerikanische Beute, 1942 im Aberdeen Proving Grounds Museum (Maryland) verschrottet |
| 540           | „Heiland“                                          | Abt. 3, Abt. 1         | Kriegsende bei der Truppe. |
| 541           |                                                    | Abt. 1                 | Kriegsende bei der Truppe |
| 542           | „Elfriede“                                         | Abt. 2                 | Verlust bei Villers-Bretonneux am 24. April 1918, im Oktober 1918 französische Beute, ausgestellt in Paris, 1919 verschrottet. |
| 543           | „Hagen“, „Bulle“, „Adalbert“, „König Wilhelm“      | Abt. 2, Abt. 3         | Den Namen „Bulle“ trug der Wagen wahrscheinlich bis April 1918. Anschließend wurde dieser Name übermalt und durch „Adalbert“ ersetzt. Kriegsende bei der Truppe. |
| 560           | „Alter Fritz“                                      | Abt. 1                 | Erhielt Granattreffer, musste aufgegeben werden und wurde am 11. Oktober 1918 bei Iwuy gesprengt. |
| 561           | „Nixe“                                             | Abt. 2                 | Nach dem ersten Panzergefecht der Geschichte aufgegeben aufgrund von Schäden und fehlenden Ersatzteilen am 24. April 1918. |
| 562           | „Herkules“                                         | Abt. 1, Abt. 2         | Ausgeschlachtet, später britische Beute. |
| 563           | „Wotan“                                            | Abt. 2                 | Kriegsende bei der Truppe. |
| 564           | „(Prinz) Oskar“                                    | Abt. 3                 | Kriegsende bei der Truppe. |

## Nachbauten
Der originalgetreueste Nachbau eines A7V, der Wagen „Wotan“, wurde nach einer Initiative aus dem Heeresamt der Bundeswehr ab 1987 rekonstruiert. Dabei arbeiteten rund 20 Firmen der Wehrwirtschaft mit der Universität Hamburg und dem Bundesamt für Wehrtechnik und Beschaffung zusammen. „Wotan“ ist im Deutschen Panzermuseum Munster ausgestellt. Ein zweiter, fahrtüchtiger, Nachbau befindet sich im englischen Panzermuseum Bovington. Er soll den Wagen „Schnuck“ darstellen, besitzt jedoch einen für dieses Fahrzeug nicht belegten Anstrich. Als Basis diente hier ein Fordson-Landwirtschaftstraktor.

## Besatzung, Uniformierung und Ausrüstung

### Besatzung
Die Besatzung bestand aus einem Leutnant als Kommandanten, fünf Unteroffizieren und zehn Mannschaften. Im Einsatz erhöhte sich die Zahl allerdings oft auf bis zu 26 Soldaten. Im Idealfall konnte man von folgender 23-köpfiger Besatzung ausgehen:
- 1 Kommandant
- 1 Gefechtsordonnanz
- 2 Monteure bzw. Mechaniker, von denen einer auch eine Ausbildung als Fahrer erhalten hatte
- 1 Geschützführer
- 1 Richtkanonier
- 1 Ladeschütze
- 12 MG-Schützen
- 2 Melder
- 1 Blinker und
- 1 Brieftaubenwart.[33]

Dadurch war jedes MG doppelt besetzt. Außerdem fällt auf, dass grob ein Drittel der Besatzung nur damit beschäftigt war, für Munition und Kontakt nach „draußen“ zu sorgen.

### Uniformierung und Ausrüstung

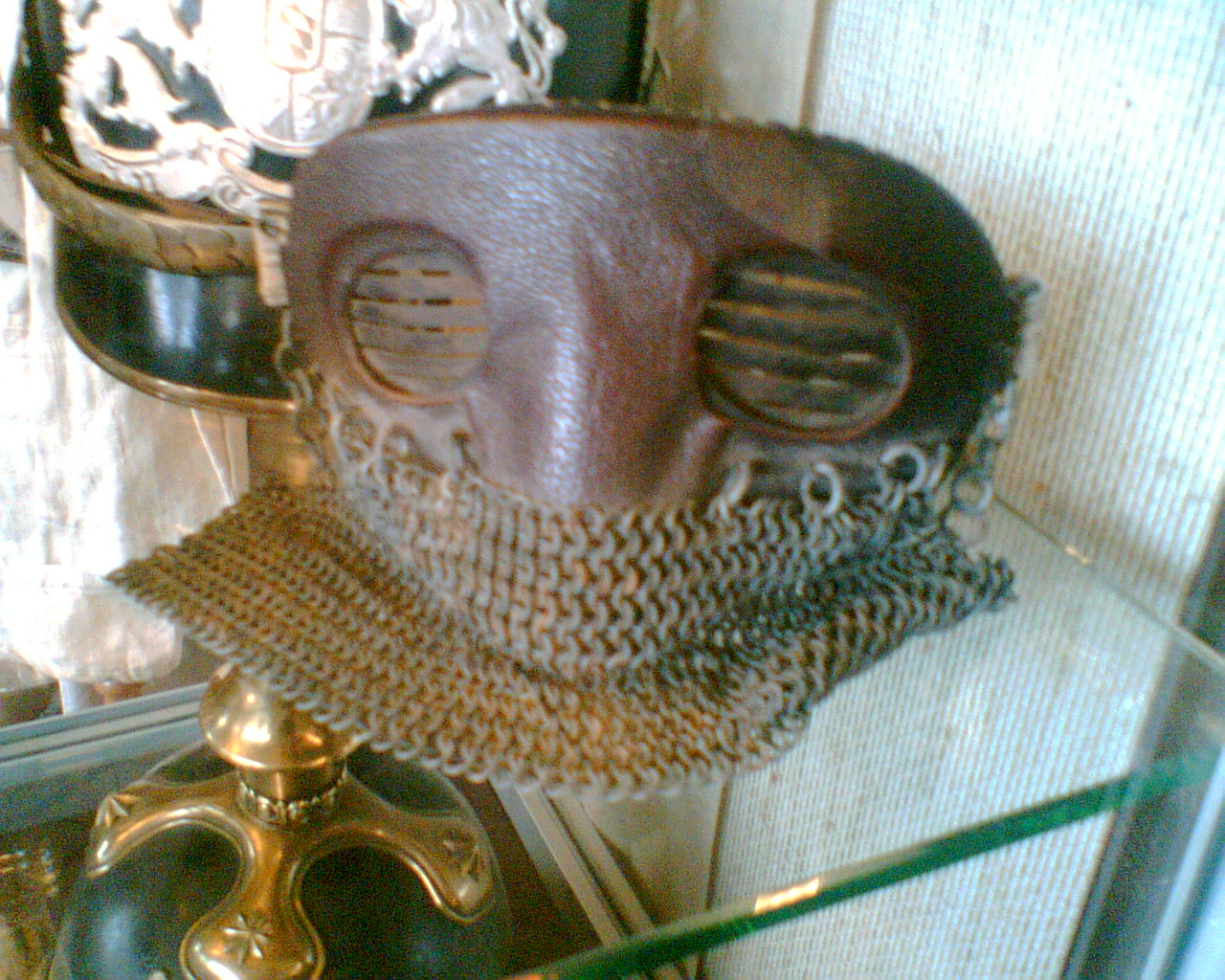
Eine Tankmaske, die den Fahrer und den Kommandanten vor Splittern schützen sollte

Da es damals noch keine eigene Truppengattung für Panzerkräfte gab, wurden die Offiziere unter anderem von den Kraftfahrtruppen und der Artillerie „ausgeliehen“. Die Mannschaften kamen von der Artillerie und der Infanterie (Geschütz- bzw. MG-Bedienung) und von den Kraftfahrtruppen (Fahrer). Aus diesem Grund gab es auch noch keine spezielle Panzeruniform, sondern jeder Soldat trug die Uniform seiner ursprünglichen Waffengattung.
Die Besatzung trug meist die Feldbluse M 1915, den Stahlhelm M 1916, Feldmütze, Hose und Stiefel oder Schuhe, die Offiziere den Waffenrock M 1910. Hinzu kam wegen der erhöhten Gasgefahr an der Front eine Gasmaske M 1915. Koppel nebst Bajonett, Feldflasche und sonstiges Zubehör wurde wegen der Enge im Panzer häufig nur bei Meldegängen angezogen, oder wenn die Besatzung den Panzer verlassen musste.
Teilweise, meist von Offizieren, wurde eine Panzerkombination aus Leinen, wahrscheinlich mit Asbest beschichtet, über der Uniform sowie eine modifizierte Fliegerschutzkappe getragen. Bei dieser wurde der Ohrenschutz abgetrennt. Sie diente lediglich zum Schutz vor scharfen Kanten im Inneren des Panzers.
Kommandanten und Fahrer, seltener Mannschaften, trugen gelegentlich von britischen Panzerbesatzungen erbeutete Tankmasken. Sie waren zur Abwehr sogenannter Spritzer gedacht – Splitter, die sich bei Beschuss von den Wänden lösten und zu Augenverletzungen führen konnten. Die Masken bestanden aus einer mit Leder überzogenen Stahlplatte. Die Augen wurden durch Lederlamellen geschützt, Nase und Kieferbereich durch eine Art Kettenhemd.
Diese Masken erwiesen sich vor allem für die Mannschaften als unpraktisch, da die Sicht eingeschränkt war und die Masken in der Hitze sehr unbequem zu tragen waren.
1918 war ein spezieller Stahlhelm für Panzerbesatzungen in Planung, der jedoch nicht mehr die Front erreichte. Bei diesem Modell sollte der nach vorne gezogene Schirm weggelassen werden, da dieser bei der Waffenbedienung und der Beobachtung durch die Sehschlitze hinderlich war.

## Gefechtsdienst im Panzer
Auch wenn der A7V von außen sehr groß aussah, waren die Verhältnisse im Innenraum für die meisten Besatzungsmitglieder beengt. So waren die seitlichen Durchgänge neben den Motoren nur 1,60 Meter hoch. Daher musste sich die Besatzung gebückt bewegen, das Tragen des Stahlhelms war dabei obligatorisch. Einzig der Kommandant und der Fahrer hatten ausreichend Platz und gepolsterte Sitze. Der Kanonier saß auf einem mitschwenkenden Sitz, während sich die MG-Schützen auf Munitionskisten verteilten. Monteure, Melder und der Brieftaubenwart mussten stehen. Um wenigstens einigermaßen Halt zu finden, waren an der Decke insgesamt zwölf Halteseile (je sechs pro Kampfraumseite) angebracht. Der Boden war, mit Ausnahme des Notausstiegs am Heck und unter den Motoren, mit Riffelblechen bedeckt.
Der Dienst im Panzer war außerordentlich anstrengend: Die Enge, Hitze, ohrenbetäubender Lärm und Ölgestank waren auch ohne Kampfeinsatz schwer zu ertragen. Hinzu kam, dass die Männer im Wageninneren auf den unwegsamen Schlachtfeldern hin- und hergeworfen wurden, auch wenn die gefederten Laufrollen der deutschen Panzer dort einige Stöße mildern konnten. Technologisch unterschied sich der A7V in diesen Punkten auf sehr schwierigem Gelände daher nur geringfügig von britischen und französischen Konstruktionen. Wenn immer möglich, saß die Besatzung außerhalb des Panzers auf, um den widrigen Umständen in seinem Inneren zu entkommen.
Auch die damalige Motorentechnik und die Art und Weise ihrer Konstruktion kam bei anhaltenden Schwankungen und schweren Stößen schnell an ihre Grenzen. Seine Vorteile gegenüber gegnerischen Panzern konnte der A7V allerdings auf ebenerem Untergrund und bei leichteren Geländeverhältnissen ausspielen, da das Fahrwerk hier unter anderem sein laufruhigeres, den Motor schonendes Verhalten zeigen konnte und die den alliierten Fahrzeugen überlegenere Lenkung ein Manövrieren vereinfachte. Durch den Verzicht auf eine Innenraumbeleuchtung konnte lediglich durch die Schießscharten, Sehschlitze und Luken Tageslicht eindringen. Temperaturen von 60 °C und mehr mussten ausgehalten werden, da die Luft zum Kühlen der Motoren aus dem Innenraum abgesaugt wurde. Frischluft kam lediglich durch Lüftungsgitter im Dachbereich des A7V. Dies wiederum hatte zur Folge, dass die Besatzung – wie allerdings bei britischen und französischen Konstruktionen auch – (künstlichem) Nebel schutzlos ausgeliefert war. Gegen Gasangriffe trug jeder Soldat eine Bereitschaftsbüchse mit Gasmaske bei sich. Fortschrittlich war die Ausstattung des Panzers mit einer einfachen Feuerleitanlage: elektrische Lichtsignale für die MG-Schützen sowie ein Richtungsanzeiger für die Bordkanone. Kommandos und Befehle wurden ansonsten durch einen Melder im Wagen übermittelt. Ein bekanntes Manko war die sehr begrenzte Sicht aus dem Fahrzeug heraus, die das Manövrieren schwierig machte und den Fahrer und Beobachter in problematischen, lebensbedrohlichen Situationen vor fast unlösbare Aufgaben stellen konnte. Um hier Abhilfe zu schaffen, hatte die Optische Anstalt C. P. Goerz ein Schartenfernrohr entwickelt. Mit dessen Optik blieb das Gesichtsfeld ohne Einschränkung der schmalen Sehschlitze frei. Zum Einsatz kam das Gerät jedoch nicht mehr, da die geforderten Stückzahlen bis Kriegsende nicht mehr geliefert werden konnten.

## Vergleich mit gegnerischen Panzermodellen
Der A7V wird vielfach zu Unrecht als Fehlkonstruktion bezeichnet. Die Ingenieure hatten zwar im Gegensatz zu Briten und Franzosen mit vielen Schwierigkeiten und konzeptionellen Planungskompromissen aufgrund des allgemeinen Rohstoffmangels zu kämpfen, doch trotz dieser Probleme war der A7V den gegnerischen Modellen nicht nur „auf dem Papier“, sondern insbesondere auf festem Untergrund klar überlegen. Kein Fahrzeug des Ersten Weltkrieges hatte eine größere Feuerkraft und stärkere Panzerung bei zugleich verhältnismäßig großer Geschwindigkeit. Wichtig bei der Panzerung war deren angeschrägte Formgebung, die sich im Festungsbau bereits seit Jahrhunderten gegen Beschuss bewährt hatte. Besonderer Wert war auch auf die Federung und den Schutz der Caterpillar-Holt-Gleisketten gerichtet worden, denn man hatte hier nach ersten Kampferfahrungen eine Schwachstelle alliierter Konstruktionen entdeckt. Zudem hatten die deutschen Fahrzeuge eine verbesserte Lenkbarkeit sowie ein funktionales elektrisches Feuerleitsystem, bei dem über den Maschinengewehrstellungen Lichtsignale in weiß mit der Aufschrift „Achtung“ und in rot mit der Aufschrift „Feuer“ gegeben wurden. Die Bedienung am Buggeschütz wiederum konnten ebenfalls mit einer elektrischen Signalgebung durch den Kommandanten gesteuert werden. Die an und für sich genaue Zieloptik des Buggeschützes war hingegen unbeliebt, da das Fahrzeug beim Fahren in unwegsamen Gelände ständig herumschwankte und somit eigentlich unbrauchbar war. Lediglich im stehenden Zustand oder bei geraden Passagen leistete sie gute Dienste – ansonsten rammte man sich eher das Okular ins Auge. Der Fahrer kuppelte mit zwei Pedalen und lenkte – ähnlich wie bei damaligen Straßenbahnen oder elektrischen Lokomotiven – mit einem ein Steuerrad.
Im Gegensatz zu den alliierten Panzern waren die 20 gelieferten deutschen Wagen nicht baugleich, was den fast noch experimentellen Stand der Entwicklung deutlich macht. Dennoch war die von Vollmer mehrfach betonte Anordnung und Beschusssicherung der Laufketten wegweisend für die Panzertechnologie bis heute. Inwieweit Vollmer auch von dem durch Gunther Burstyn (1879–1945) im Jahr 1911 entwickelten Motorgeschütz Kenntnis hatte, das Burstyn damals auch dem Deutschen Kriegsministerium erfolglos vorgestellt hatte, ist unbekannt.
| Land                        | Land                   | Modell | Modell                  | Bewaffnung                | Motorleistung | Gewicht | Maximalgeschwindigkeit | Besatzung | Maximale Panzerung |
| --------------------------- | ---------------------- | ------ | ----------------------- | ------------------------- | ------------- | ------- | ---------------------- | --------- | ------------------ |
| Vereinigtes Konigreich 1801 | Vereinigtes Königreich |        | Mark IV (Male-Variante) | 2 × 5,7-cm-Geschütze 4 MG | 105 PS        | 28 t    | 6 km/h                 | 8 Mann    | 12 mm              |
| Vereinigtes Konigreich 1801 | Vereinigtes Königreich |        | Mark A „Whippet“        | 4 MG                      | 90 PS         | 14,2 t  | 13,4 km/h              | 4 Mann    | 14 mm              |
| Frankreich                  | Frankreich             |        | St. Chamond             | 1 × 7,5-cm-Geschütz 4 MG  | 90 PS         | 22 t    | 8 km/h                 | 8 Mann    | 17 mm              |
| Frankreich                  | Frankreich             |        | Char Schneider CA1      | 1 × 7,5-cm-Geschütz 2 MG  | 55 PS         | 14,6 t  | 7,5 km/h               | 6 Mann    | 11,5 mm            |
| Frankreich                  | Frankreich             |        | Renault FT              | 1 × 3,7-cm-Geschütz       | 35 PS         | 7 t     | 20 km/h                | 2 Mann    | 22 mm              |
| Deutsches Reich             | Deutsches Reich        |        | Sturmpanzerwagen A7V    | 1 × 5,7-cm-Geschütz 6 MG  | 200 PS        | 30 t    | 16 km/h                | 16 Mann   | 30 mm              |

## Weitere Fahrzeuge der A7V-Familie

### A7V-U
Im September des Jahres 1918 wurden 20 A7V-U (Umlauffahrwerk) in Auftrag gegeben, wobei nur ein Prototyp fertiggestellt wurde. Diese Version hatte ein Gewicht von 40 Tonnen.

### A7V Raupenlastwagen
Neben den 22 der 100 Fahrgestelle, die zum Bau der zwei Prototypen und der 20 Serienfahrzeuge verwendet wurden, wurde ein Fahrgestell für den Prototyp des A7V-U, drei für den A7V-Flakpanzer, zwei für Funkpanzer und eines für eine Artilleriezugmaschine verwendet. Die übrigen 71 sollten und sind in sogenannten Raupenlastwagen verbaut worden.

#### Technische Daten (Raupenlastwagen)
Die kraftfahrzeugtechnischen Daten des Raupenlastwagens entsprachen, bis auf folgende Abweichungen, denen des „normalen“ A7V.
| Gesamtgewicht            | 26 t         |
| Gewicht des Aufbaus      | 1 t          |
| Gewicht des Fahrgestells | 16 t         |
| Nutzlast                 | 9 t          |
| Herstellungskosten       | 160.000 Mark |

### Varianten
- A7V-Funkwagen
- A7V-Panzerflak
- A7V-Artilleriezugmaschine
- A7V-Schützengrabenbagger